# Route panaméricaine
La Panaméricaine ou « autoroute transaméricaine » est un système de voies rapides et d'autoroutes qui relie l'ensemble des Amériques : il est composé d'un axe principal qui parcourt le continent du nord au sud et de plusieurs axes secondaires transversaux.
Sa longueur varie du simple au double allant de 24 000 à 48 000 km selon les sources,,, en raison du décompte d'axes secondaires ou de sections ne faisant pas officiellement partie du réseau ; en particulier, l'ensemble du réseau routier fédéral des États-Unis est officiellement reconnu comme faisant partie du système panaméricain, sans axe privilégié, ni signalisation particulière. Pour ces mêmes raisons, les différents auteurs ne s'accordent pas sur les points extrêmes du réseau[réf. nécessaire].
Conçue en 1923 pour être une route unique, la Panaméricaine est finalement un raccord de différentes routes et autoroutes construites par les pays participant au projet. La connexion du nord au sud est quasiment achevée : en 1997, il restait à réaliser deux tronçons totalisant 87 kilomètres au niveau du Panama (dans la province de Darién) et de la Colombie, formant ce que l'on appelle le bouchon de Darién, mais la nécessité de traverser des parcs nationaux suscite une forte opposition et se heurte à des difficultés techniques importantes.

## Tracé
La route panaméricaine est numérotée 2 en Alaska, 1 au Yukon et 97 en Colombie-Britannique et porte le nom de Route de l'Alaska.
Pays, régions et villes traversés par l'axe nord-sud :

### Amérique du Nord

#### États-Unis (Alaska)
États-Unis De Prudhoe Bay à Fairbanks la route porte le no 11. Après cette ville la route porte alors le no 2.

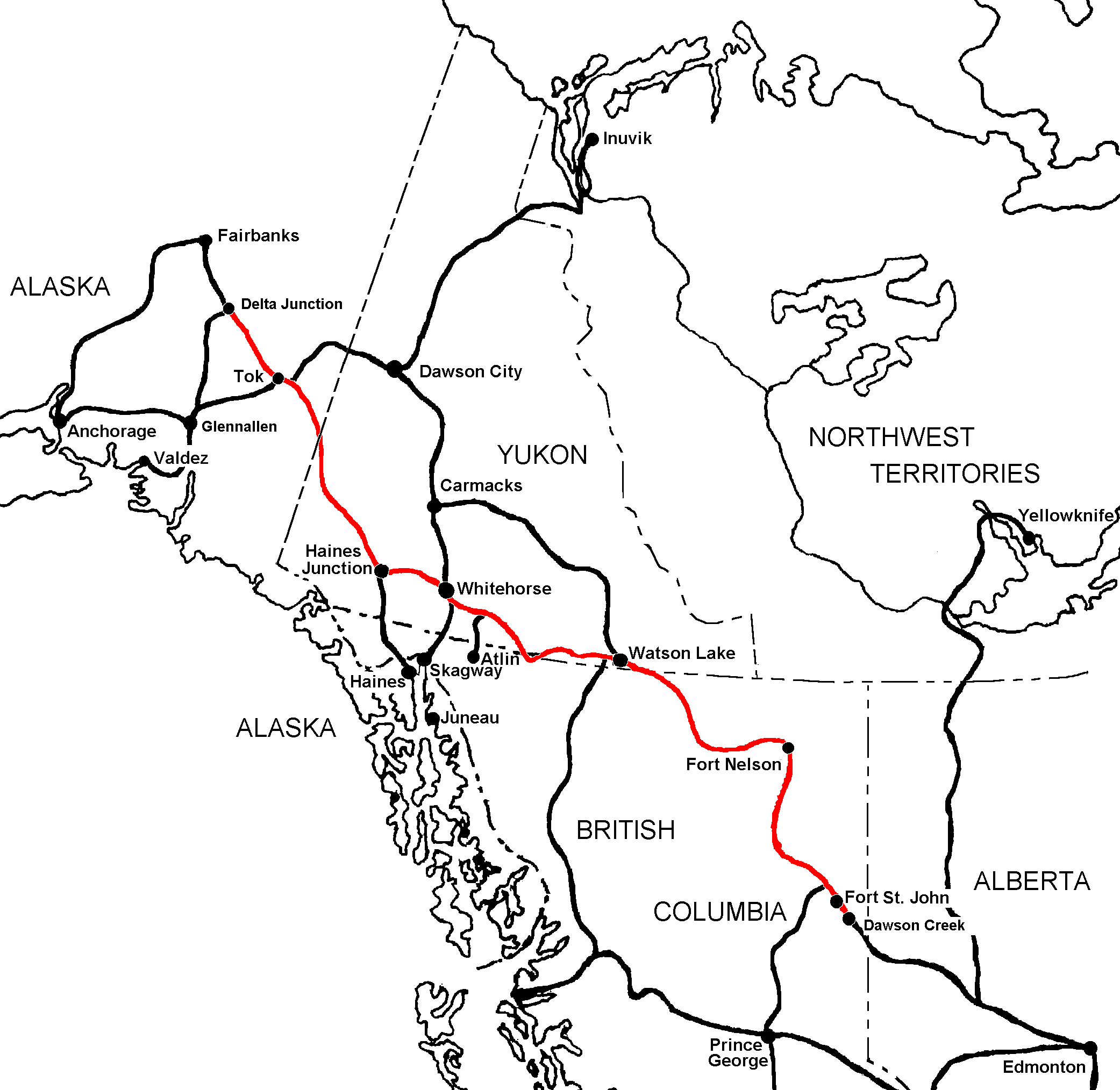
Carte de la route de l'Alaska, en rouge
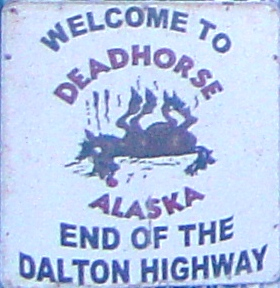
Extrémité Nord de la Panaméricaine et de la Dalton Highway à Deadhorse

- Alaska
  - Prudhoe Bay
  - Deadhorse
  - Galbraith Lake Airport (en)
  - Aéroport de Chandalar Lake
  - Wiseman
  - Coldfoot
  - Prospect Creek Airport (en)
  - Prospect Creek
  - Five Mile Airport (en)
  - Livengood Camp Airport
  - Livengood
  - Fox
  - College
  - Fairbanks (la route prend le no 2)
  - North Pole
  - Moose Creek
  - Eielson Air Force Base
  - Salcha
  - Big Delta
  - Delta Junction
  - Deltana
  - Dry Creek
  - Dot Lake
  - Dot Lake Village
  - Tanacross
  - Tok
  - Tetlin Junction
  - Northway Junction
  - Alcan Border

#### Canada
Canada
- Yukon[9] : À l'entrée du territoire du Yukon la route prend alors le no 1
  - Beaver Creek
  - Snag Junction
  - Burwash Landing
  - Destruction Bay
  - Silver City
  - Haines Junction
  - Canyon City
  - Champagne
  - Ibex Valley
  - Whitehorse
  - Carcross Cutoff
  - Marsh Lake
  - Johnsons Crossing
  - Teslin Lake (en)
  - Teslin
- Colombie-Britannique[9]
  - La route chemine dans des lieux inhabités de la province de la Colombie-Britannique, en gardant le même numéro, avant de retourner dans le territoire du
- Yukon[9]
  - Upper Liard
  - Watson Lake
- Colombie-Britannique[9]. À l'entrée de la province la route porte alors le no 97. (Route 97 (Colombie-Britannique))
  - Lower Post (en)
  - Elle longe la rivière Liard
  - Traverse la rivière Coal et la bourgade de Coal River.
  - Fort Halkett (en)
  - Muncho Lake (en)
  - Toad River (en)
  - Summit Lake
  - Tetsa River Provincial Park (en)
  - Fort Nelson
  - Muskwa (en)
  - Prophet River (en)
  - Buckinghorse River (en)
  - Sikanni Chief (en)
  - Pink Mountain
  - Wonowon
  - Charlie Lake
  - Fort Saint John
  - Baldonnel
  - Taylor
  - Farmington
  - Dawson Creek
  - Pouce Coupe où la route prend le no 43
  - Tomslake
- Alberta la route entre dans cette province en gardant le numéro 43. (Alberta Highway 43)
  - Demmitt
  - Brainard
  - Hythe
  - Beaverlodge
  - Wembley (Alberta)
  - Grande Prairie
  - Clairmont
  - DeBolt
  - Calais (Alberta) (en)
  - Valleyview
  - Little Smoky
  - Fox Creek
  - Whitecourt
  - Lonira
  - Mayerthorpe
  - Rochfort Bridge
  - Cherhill
  - Glenevis
  - Yellowstone (Alberta)
  - Onoway
  - Carvel Corner où elle rejoint la route Yellowhead et la route no 16. (Alberta Highway 16)
  - Edmonton où l'on distingue 2 tracés :

| 1er tracé par la route no 2 (Alberta Highway 2) - entièrement dans l'Alberta - Leduc - Lacombe - Blackfalds - Red Deer - Penhold - Innisfail - Bowden - Carstairs - Crossfield - Airdrie - Balzac - Calgary - Okotoks - Nanton - Claresholm - Fort Macleod - Cardston, dernière ville canadienne avant la frontière avec les États-Unis. | 2e tracé - Alberta - Saskatchewan - Manitoba - Ontario |

#### États-Unis
États-Unis
- État du Montana
  - Frontière U.S. Route 89
  - Browning
  - Choteau
  - Great Falls U.S. Route 89 puis U.S. Route 87
  - Lewistown
  - Roundup
  - Billings
- État du Wyoming
- État du Colorado
  - Denver
- État du Nouveau-Mexique
  - Albuquerque
- État du Texas

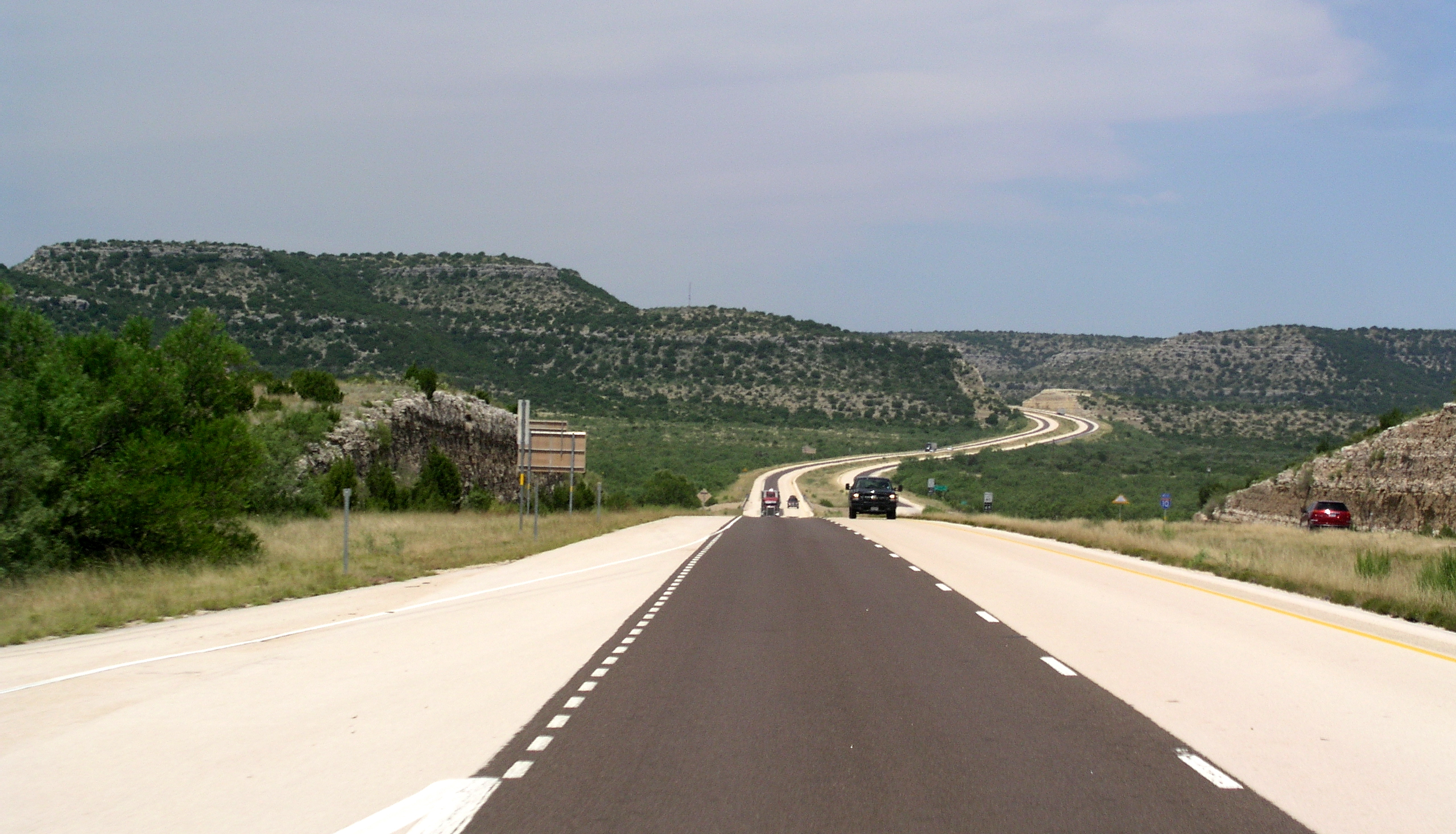
Autoroute 10 près d'Ozana au Texas.

- - San Antonio
  - Devine (Texas)
  - Pearsall
  - Cotulla - Route inter-états (Texas) (en)
  - Laredo - U.S. Route 83 et Route inter-états (Texas) (en) : Frontière.

### Mexique et Amérique centrale

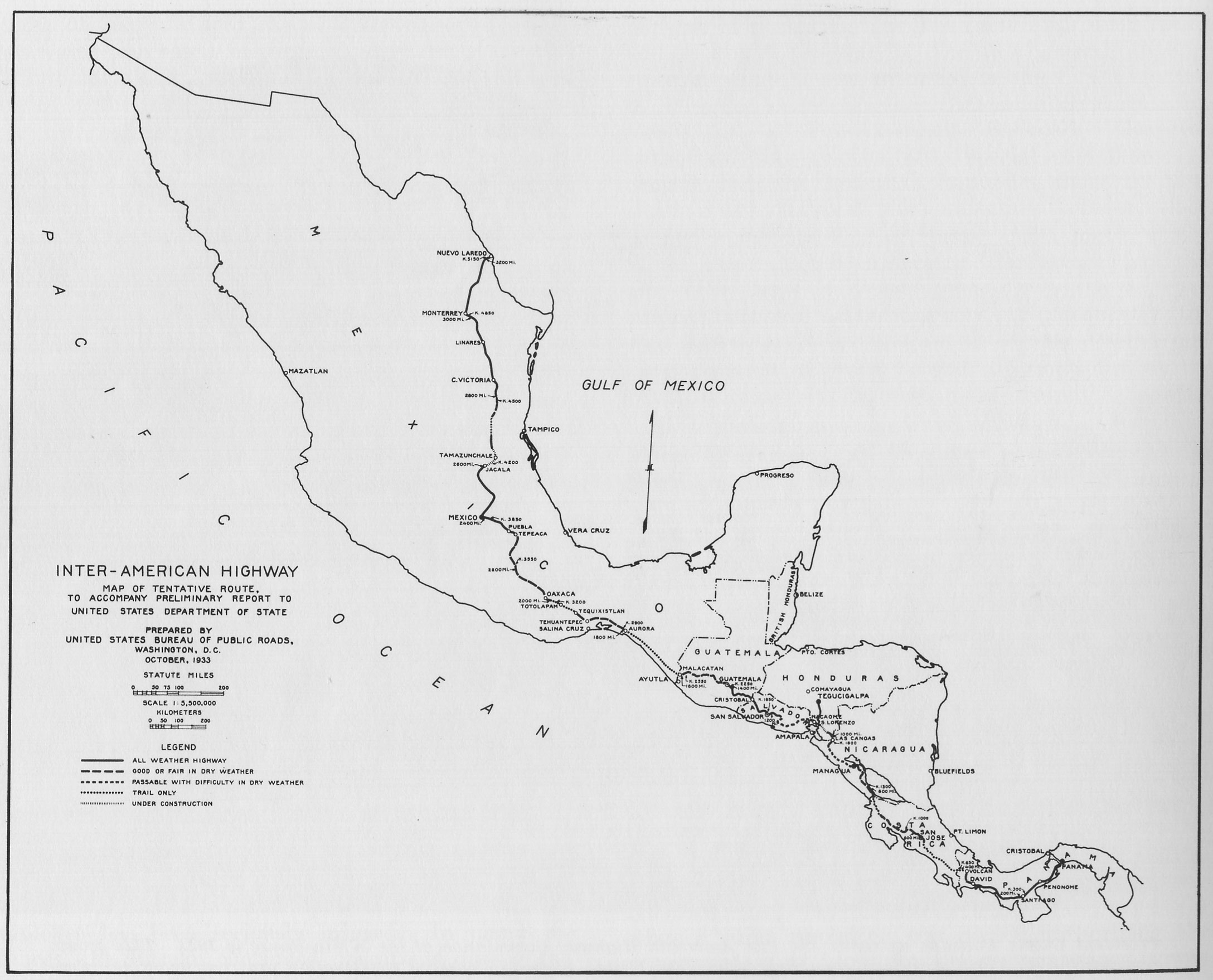
Carte de la Route panaméricaine avec son tracé à travers le Mexique et l'Amérique centrale en 1933

#### Mexique
Mexique - La Panaméricaine correspond à la Route fédérale 85 (Mexique) (en)
- État de Tamaulipas
  - Nuevo Laredo (Frontière)
- État de Nuevo León
  - Monterrey
  - Montemorelos (es)
  - Linares (Nuevo León)
- État de Tamaulipas
  - Ciudad Victoria
  - Mante (Tamaulipas) (es)
- État de San Luis Potosí
  - Ciudad Valles
  - Tancanhuitz (es)
  - Axtla de Terrazas (es)
  - Matlapa (es)
  - Tamazunchale (es)
- État de Hidalgo
  - Chapulhuacán (es)
  - Jacala (es)
  - Tasquillo (es)
  - Ixmiquilpan
  - Actopan (Hidalgo) (es)
  - Pachuca de Soto
  - Zapotlán de Juárez (es)
  - Tizayuca
- État de Mexico
  - Ojo de Agua
  - Ecatepec de Morelos
- Mexico district fédéral
  - Mexico La Panaméricaine correspond aux Route fédérale 85 (Mexique) (en) puis Route fédérale 150 (Mexique) (en) à la sortie de la ville.
- État de Mexico
  - Ixtapaluca
  - Río Frío de Juárez (es)
- État de Puebla
  - Santa Rita Tlahuapan (es)
  - San Martín Texmelucan (es)
  - Puebla
  - Amozoc
  - Tepeaca (es)
  - Cuapiaxtla de Madero (es)
  - Santiago Alseseca (es)
  - Tlacotepec de Benito Juárez (es)
  - Tepanco de López (es)
  - Tehuacán. La Panaméricaine correspond aux Route fédérale 150 (Mexique) (en) puis Route fédérale 135 (Mexique) (en) à la sortie de la ville.
  - San Gabriel Chilac (es)
- État de Oaxaca
  - Tepelmeme Villa de Morelos (es)
  - San Cristóbal Suchixtlahuaca (es)
  - Santa María Nativitas (es)
  - San Bartolo Soyaltepec (es)
  - San Juan Yucuita (es)
  - Asunción Nochixtlán
  - San Andrés Zautla (es)
  - Santiago Etla (es)
  - Oaxaca La Panaméricaine correspond à la Route fédérale 190 (Mexique) (en) à la sortie de la ville.
  - Tlacolula de Matamoros
  - Santiago Matatlán
  - Magdalena Tequisistlán (es)
  - Tehuantepec
  - À proximité de Ciudad Ixtepec
  - Santo Domingo Zanatepec (es)
  - San Pedro Tapanatepec (en). La Panaméricaine correspond aux Route fédérale 190 (Mexique) (en) puis route fédérale 200 à la sortie de la ville.
  - Chahuites (es)
- État de Chiapas
  - Arriaga (Chiapas) (es)
  - Tonalá (Chiapas)
  - Pijijiapan
  - Mapastepec
  - Huehuetán
  - Tapachula
  - Tuxtla Chico - Frontière Mexicano-Guatémaltèque

#### Guatemala
Guatemala La Panaméricaine correspond à la Route 1 (CA 1)
- Département de San Marcos
  - El Carmen - Frontière Mexicano-Guatémaltèque
  - Malacatán
  - San Pablo (Guatemala) (es)
  - San Rafael Pie de La Cuesta
  - Esquipulas Palo Gordo (es)
  - San Marcos
  - San Pedro Sacatepéquez
  - San Antonio Sacatepéquez (es)
- Département de Quetzaltenango
  - Palestina de Los Altos
  - Ostuncalco
  - San Mateo (es)
  - Quetzaltenango
  - Salcajá
- Département de Totonicapán
- Département de Sololá
  - Nahualá
- Département de Quiché
- Département de Chimaltenango
  - Santa Apolonia
  - Patzicía
  - Zaragoza
  - Chimaltenango
- Département de Sacatepéquez
  - Sumpango
  - San Bartolomé Milpas Altas
  - San Lucas Sacatepéquez
- Département de Guatemala
  - Mixco
  - Guatemala
  - Santa Catarina Pinula
- Département de Santa Rosa
  - Barberena
  - Cuilapa
- Département de Jutiapa
  - San José Acatempa
  - Jutiapa
  - El Progreso
  - Asunción Mita
  - Tiucal (es)

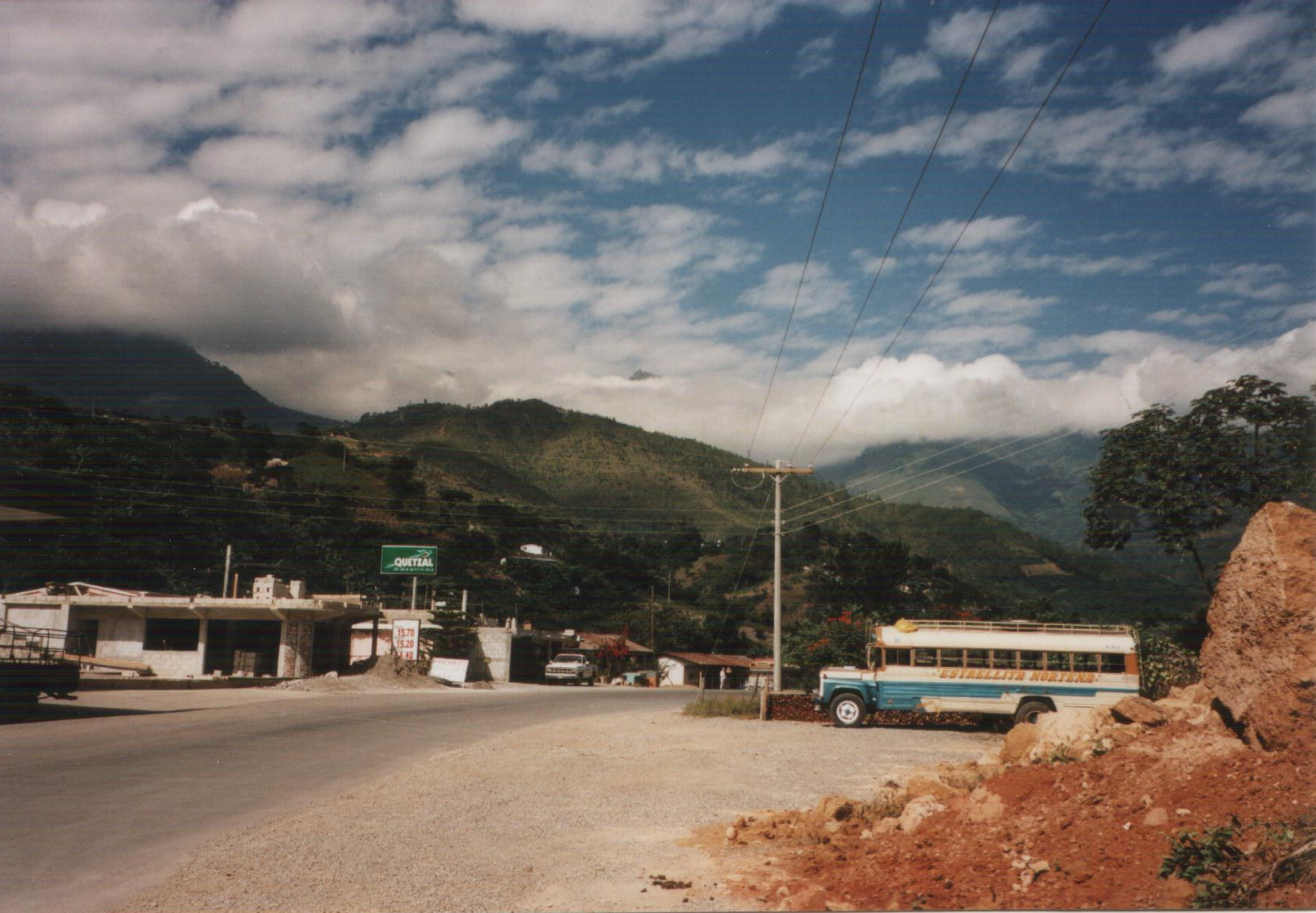
Une station essence sur la Route panaméricaine au Guatemala

#### Salvador
Salvador
- Département de Santa Ana
  - Candelaria de la Frontera (es)
  - Santa Ana
  - El Congo (es)
- Département de La Libertad
  - Colón
  - Santa Tecla
- Département de San Salvador
  - San Salvador
  - Soyapango
  - Ilopango
- Département de Cuscatlán
  - Santa Cruz Michapa (es)
  - Cojutepeque
- Département de San Vicente
  - Santo Domingo
  - Apastepeque
  - San Esteban Catarina (es)
- Département d'Usulután
  - Mercedes Umaña (es)
  - El Triunfo (es)
- Département de San Miguel
  - Nueva Guadalupe (es)
  - San Miguel
  - San Antonio (es)
- Département de La Unión
  - El Carmen (es)
  - Pasaquina

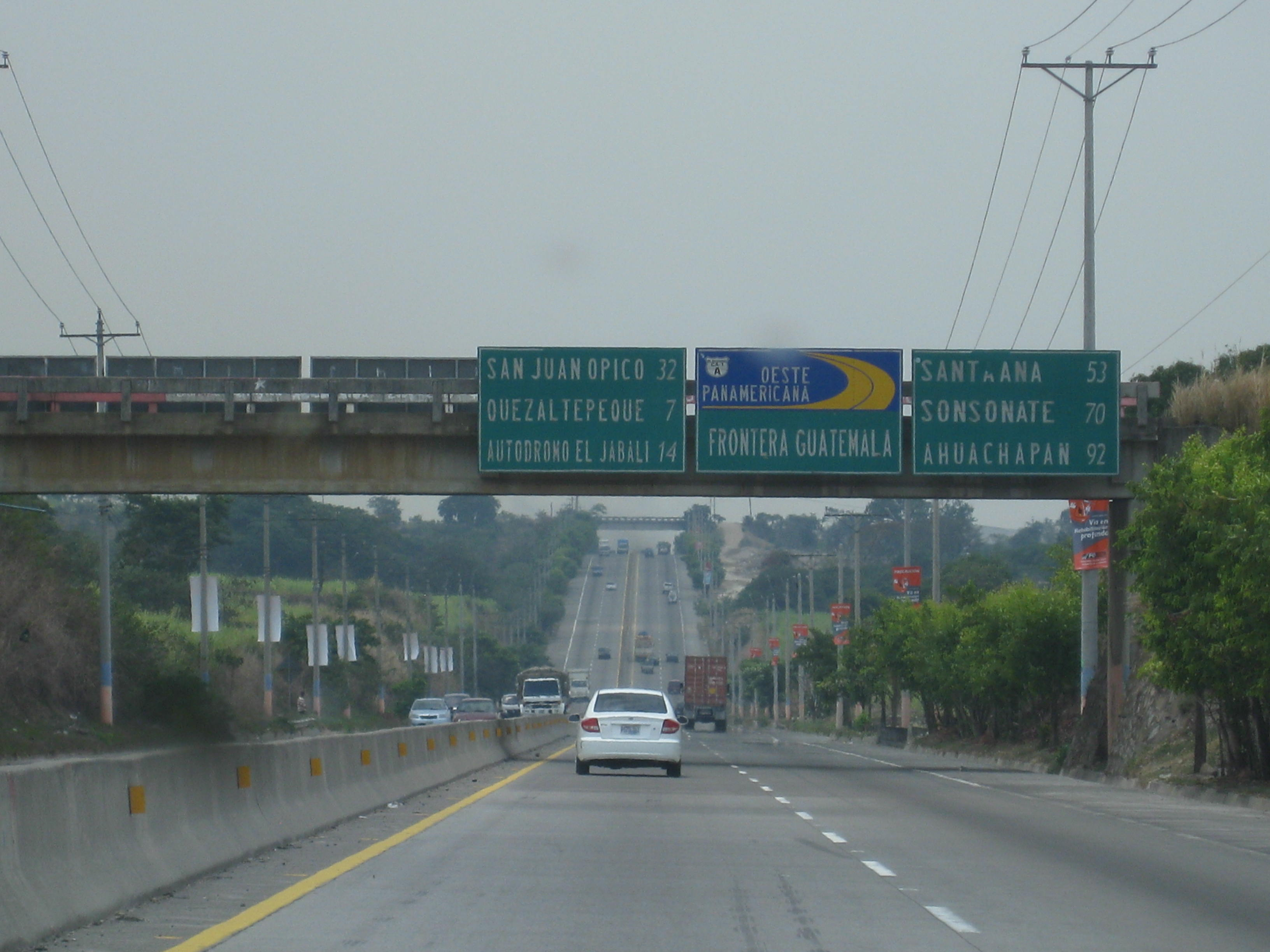
La Panaméricaine Ouest à Ahuachapán
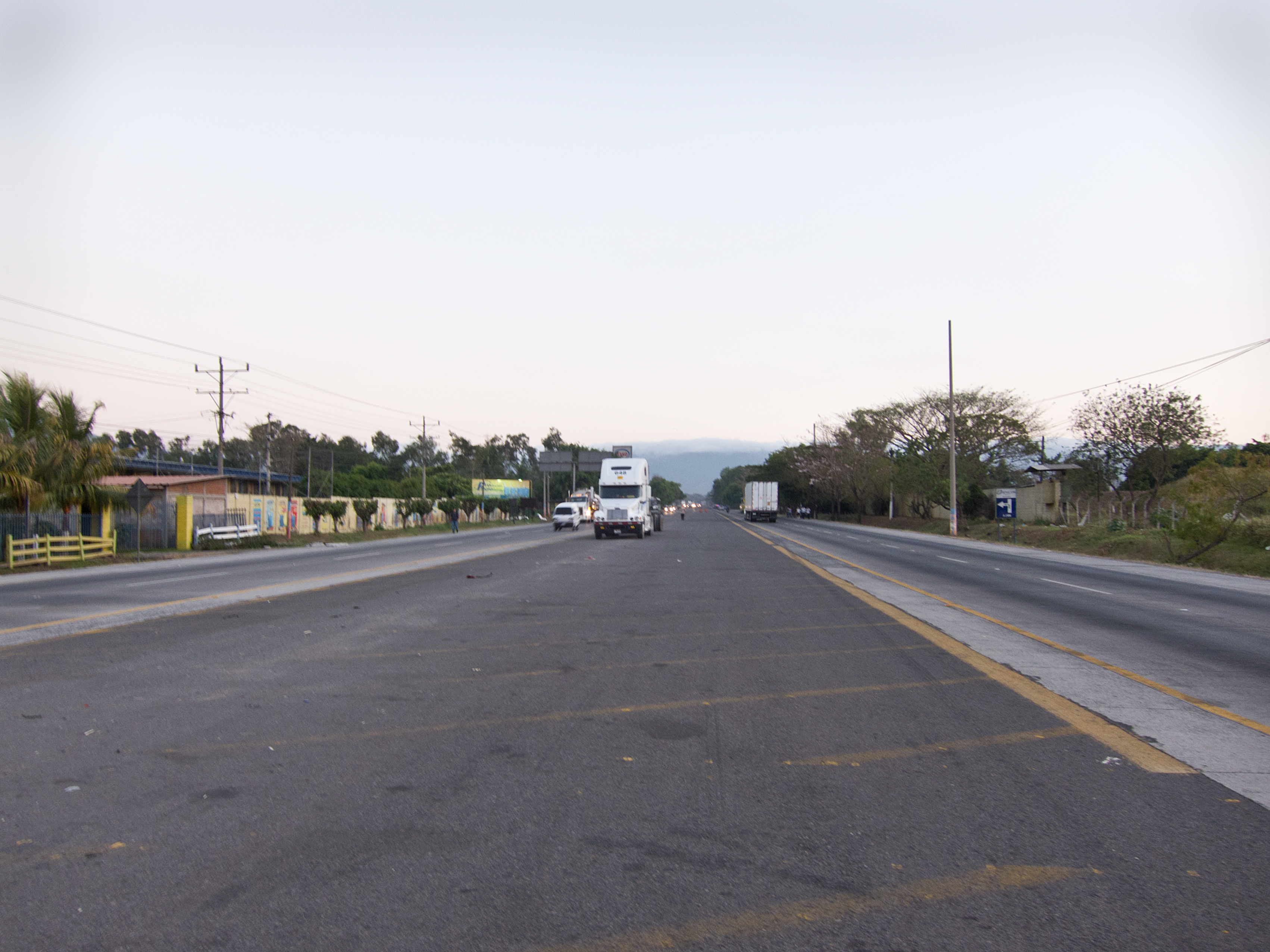
La Panaméricaine près de Santa Tecla (Salvador)
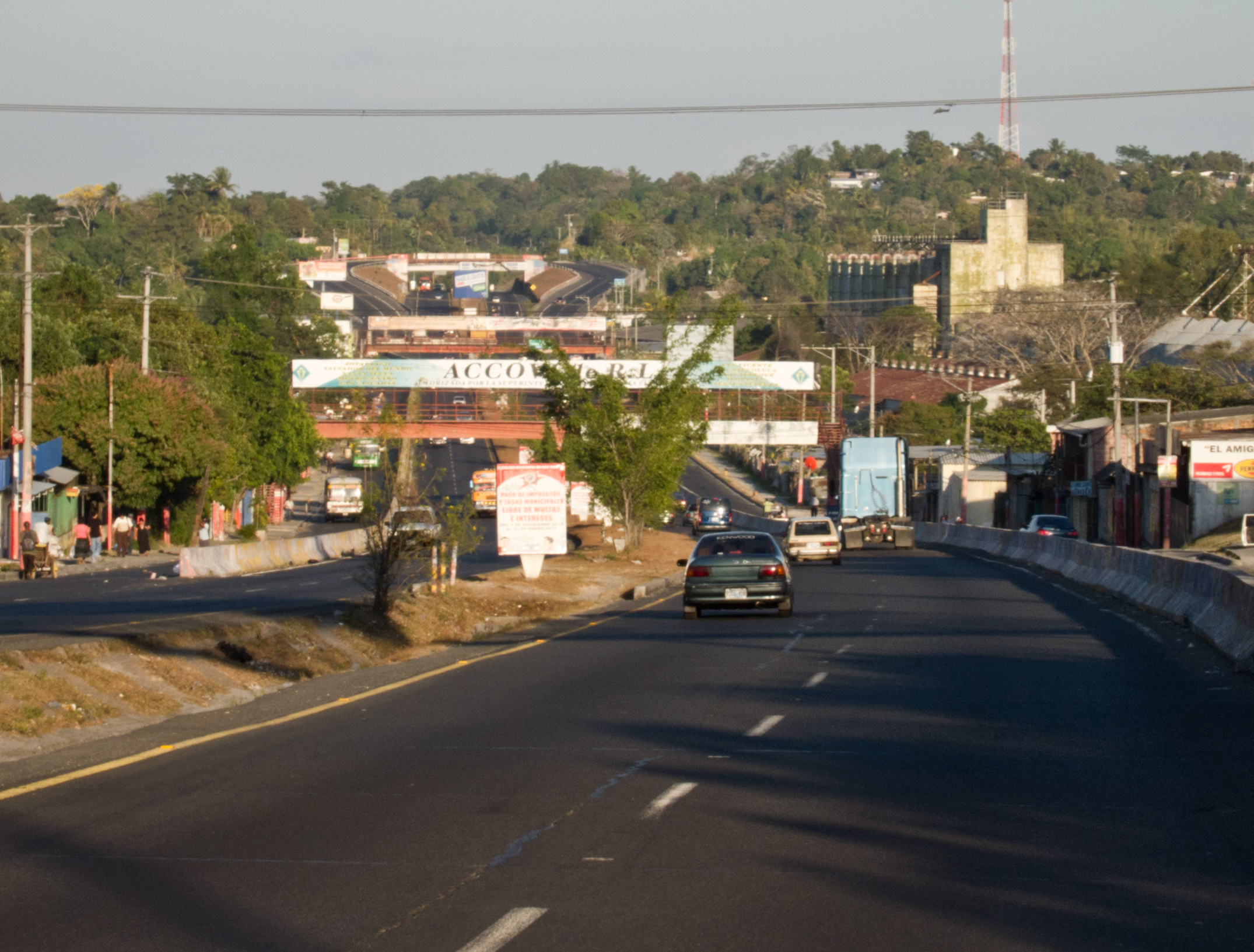
La route à San Martín (Salvador)
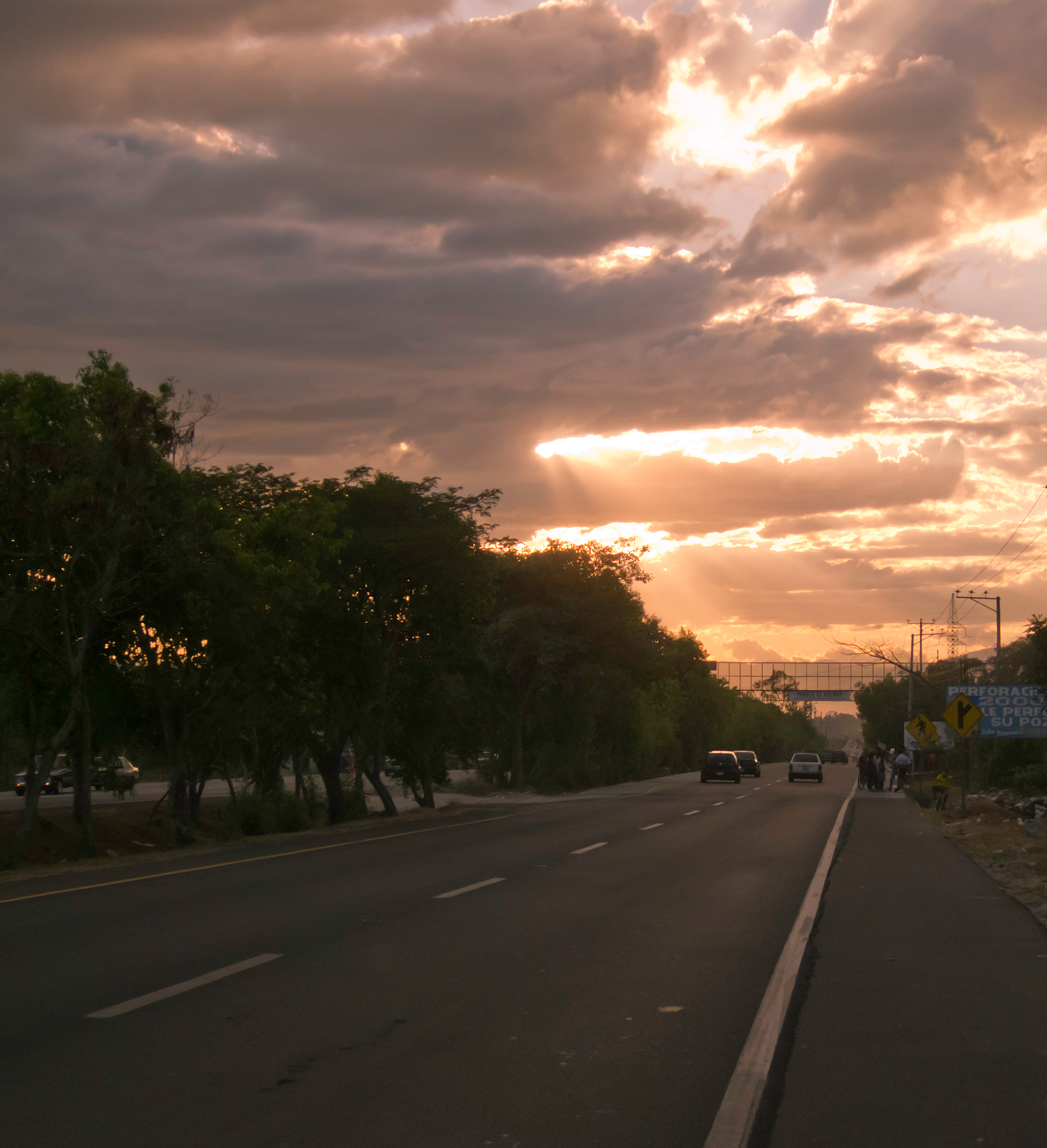
La Panaméricaine près de San Bartolo, à l'est de San Salvador)

#### Honduras

Honduras
- Département de Comayagua
  - Las Lajas
- Département de Valle
  - Nacaome
  - San Lorenzo
- Département de Choluteca
  - Choluteca
  - San Marcos de Colón

#### Nicaragua

Nicaragua
- Département de Madriz
  - Somoto
  - Yalagüina
- Département d'Estelí
  - Condega
  - Estelí
  - La Trinidad
- Département de Matagalpa
  - San Isidro
  - Sébaco
  - Ciudad Darío
- Département de Managua
  - Tipitapa
  - Managua
- Département de Carazo
  - Diriamba
  - Dolores
  - Jinotepe
  - El Rosario
  - La Paz de Oriente
- Département de Granada
  - Nandaime
- Département de Rivas
  - Pueblo Nuevo
  - Rivas

#### Costa Rica
Costa Rica
- Province de Guanacaste
  - La Cruz (es)
  - Liberia
  - Bagaces (es)
  - Cañas (es)
- Province de Puntarenas
  - Villa de Bruselas (es)
  - Esparza
- Province d'Alajuela
  - San Ramón
  - Alajuela
- Province de Heredia
  - San Antonio de Belén (es)
  - La Asunción
- Province de San José
  - La Uruca (es)
  - San José
  - Montes de Oca
  - Curridabat
- Province de Cartago
  - Tres Ríos
  - Cartago
- Province de San José
  - San Isidro de El General
- Province de Puntarenas
  - Buenos Aires
  - Palmar (es)
  - Ciudad Neily (es)
  - Paso Canoas (es)

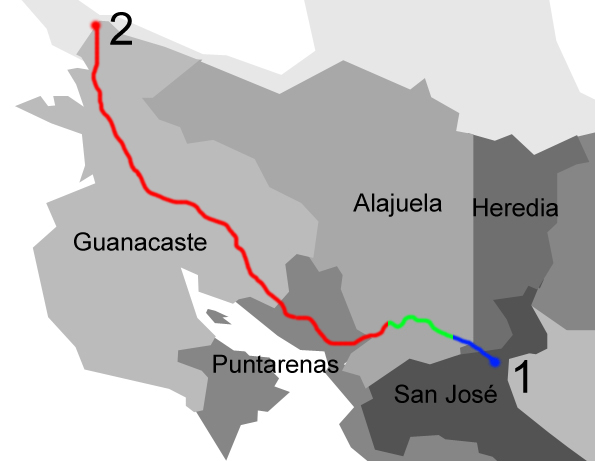
Partie nord de la Panaméricaine au Costa Rica
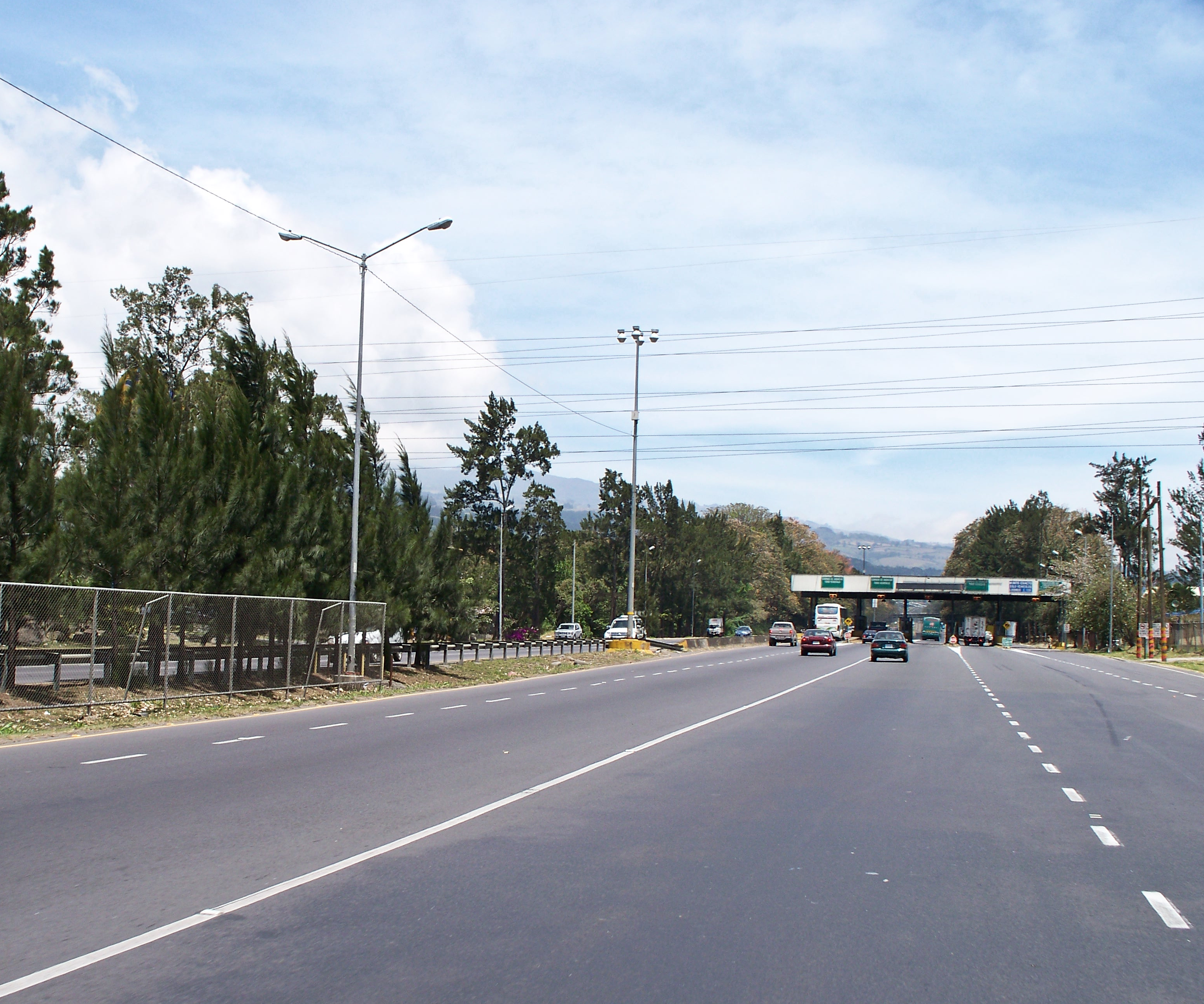
La route près de Tres Ríos
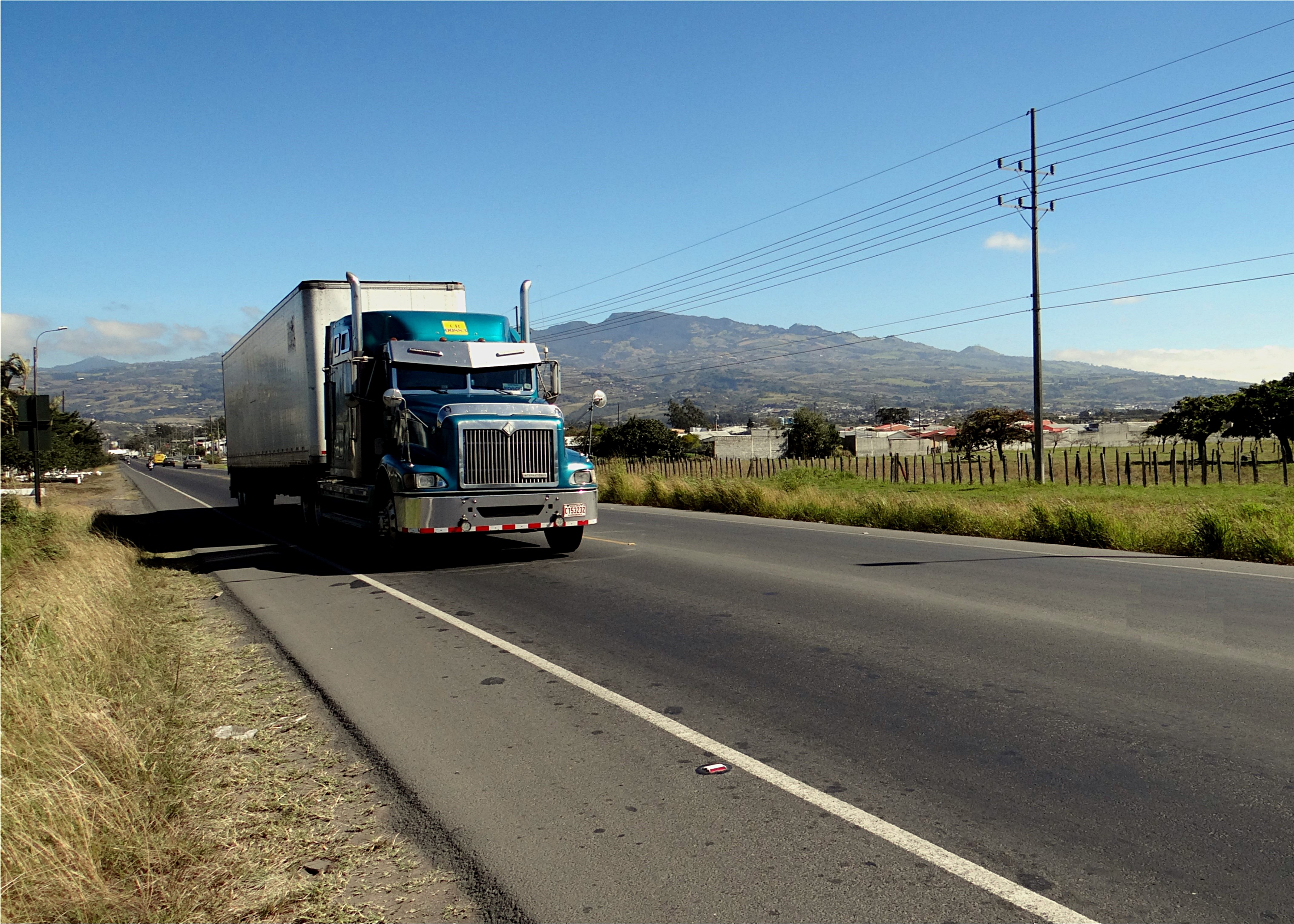
La route à Cartago

#### Panama
Panama.
La Panaméricaine correspond à la Ruta 1  dans sa totalité à l'exception du nouveau parcours dans la ville de Panama, évitant le pont des Amériques, où elle emprunte désormais, plus au Nord, le Pont Centenaire lui permettant, ensuite, de contourner la ville en grande partie par la Ruta 4 avant de rejoindre le Corridor Sud.

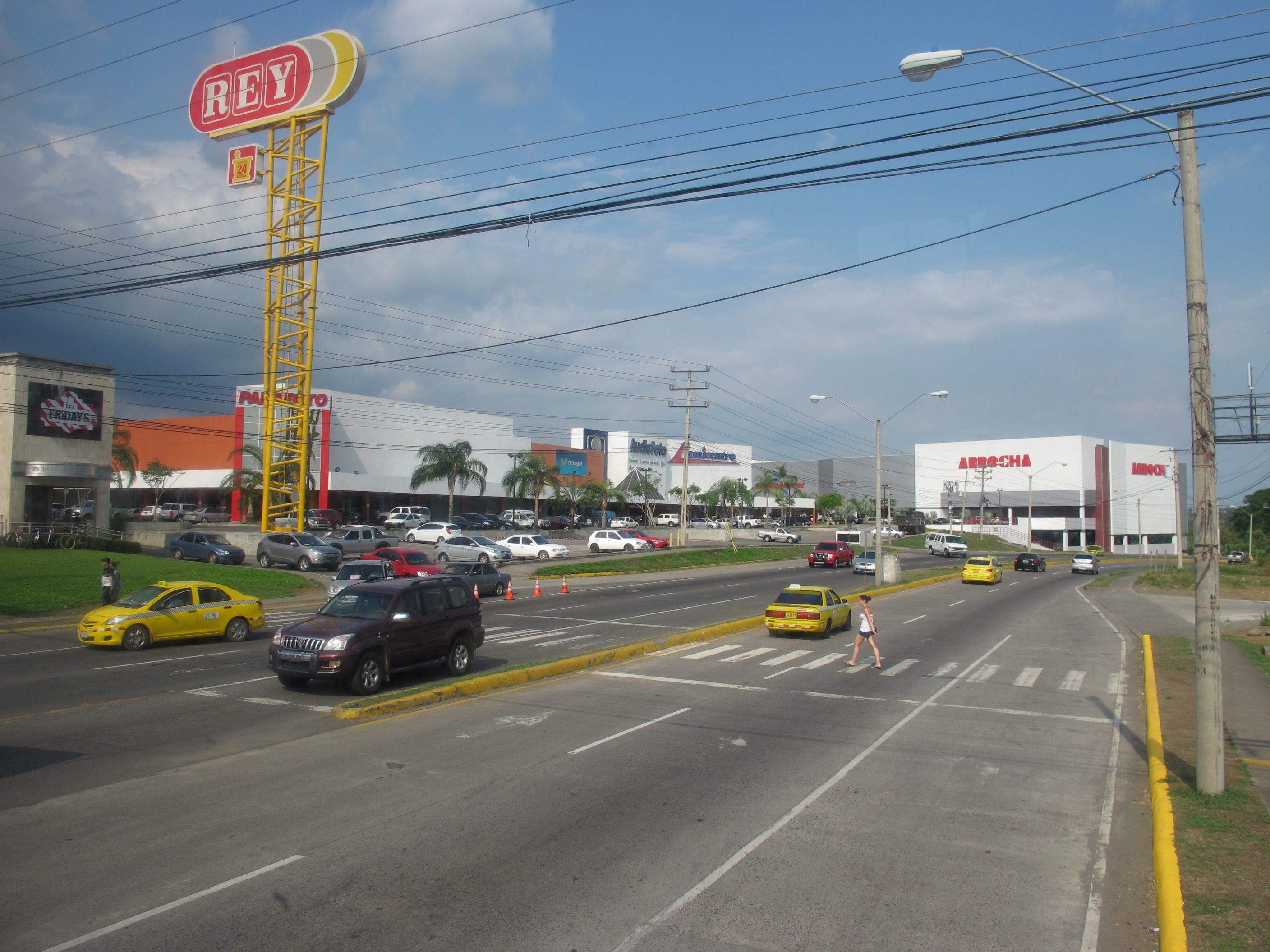
Route panaméricaine à David
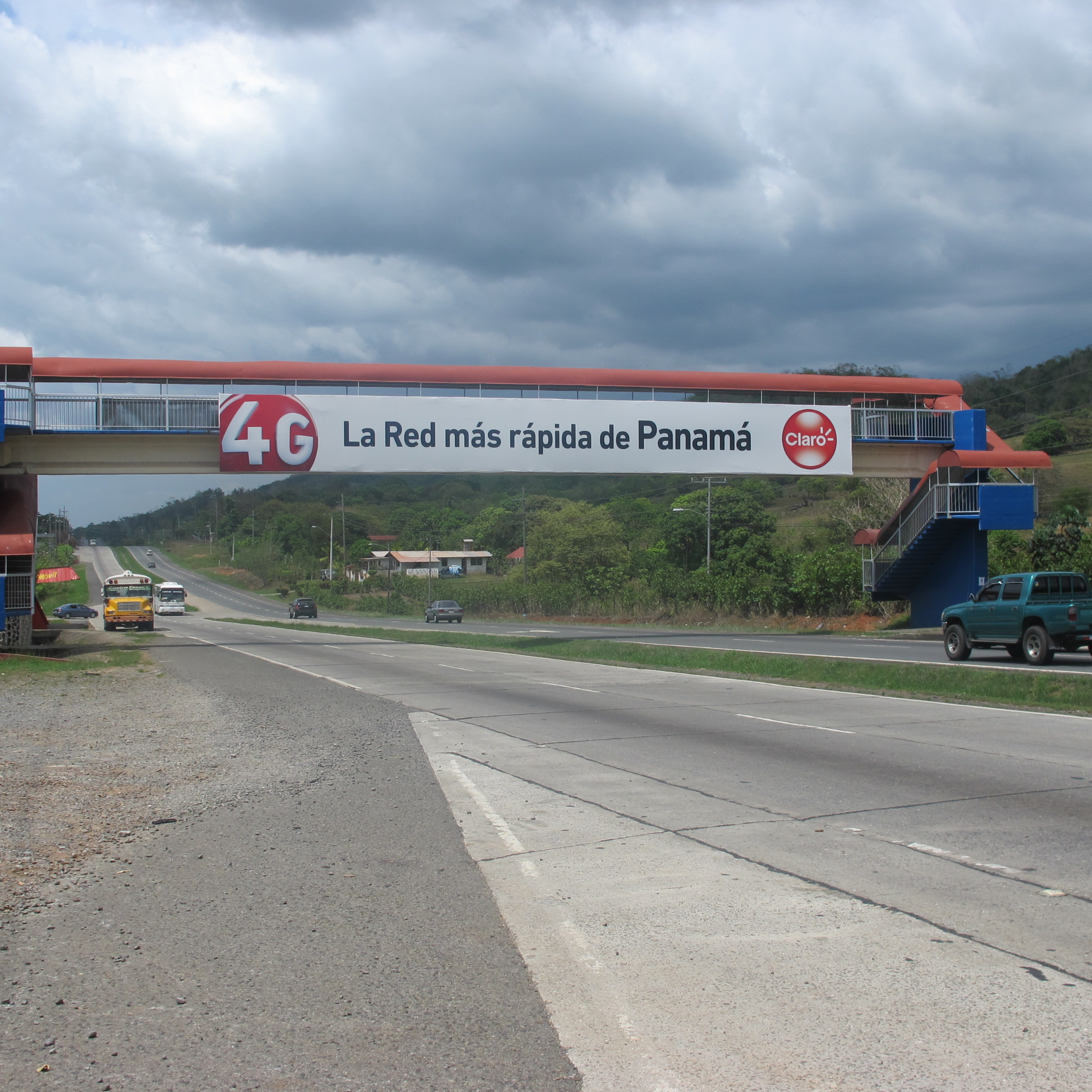
Route panaméricaine à La Chorrera
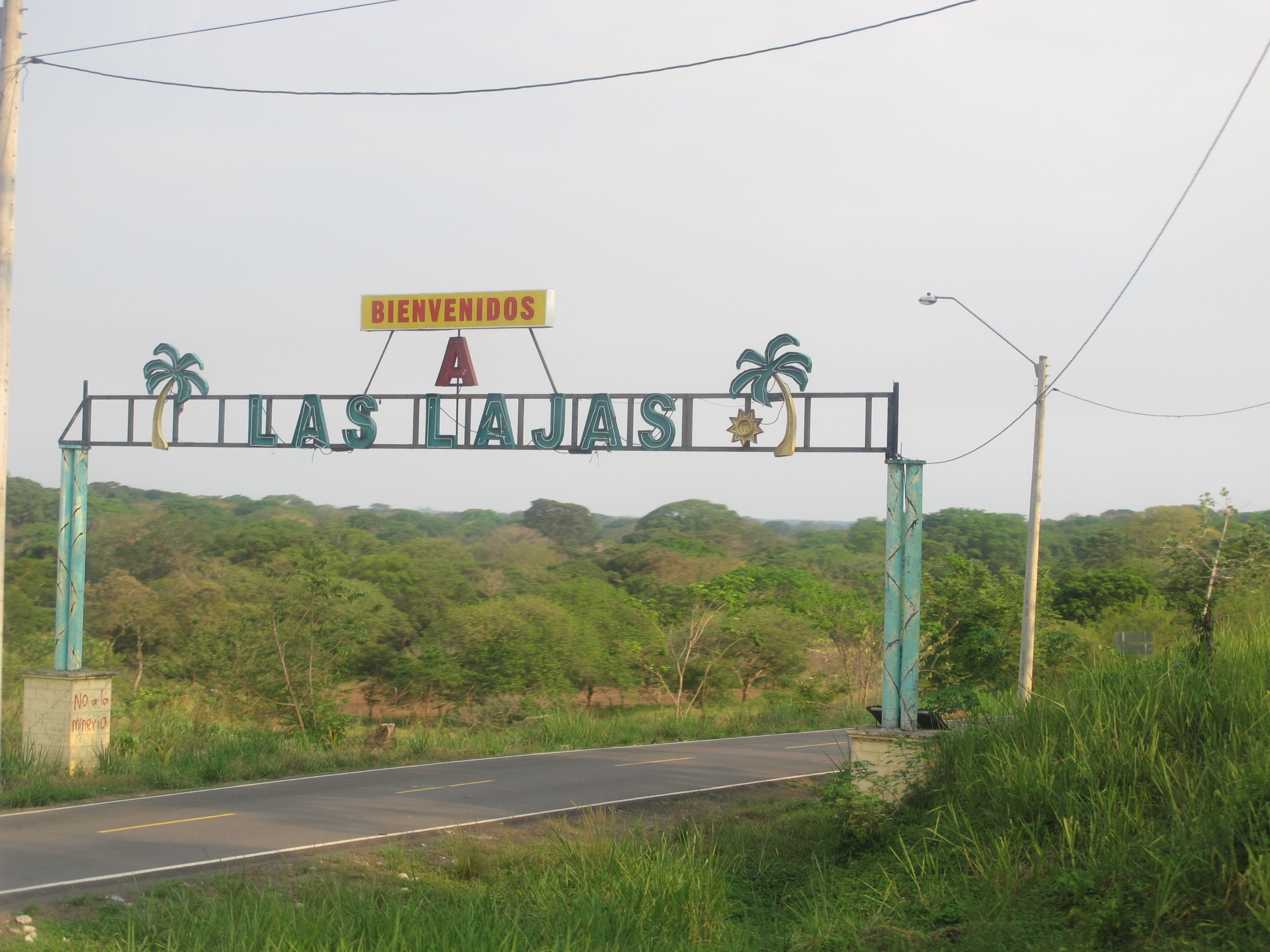
Route panaméricaine à Las Lajas
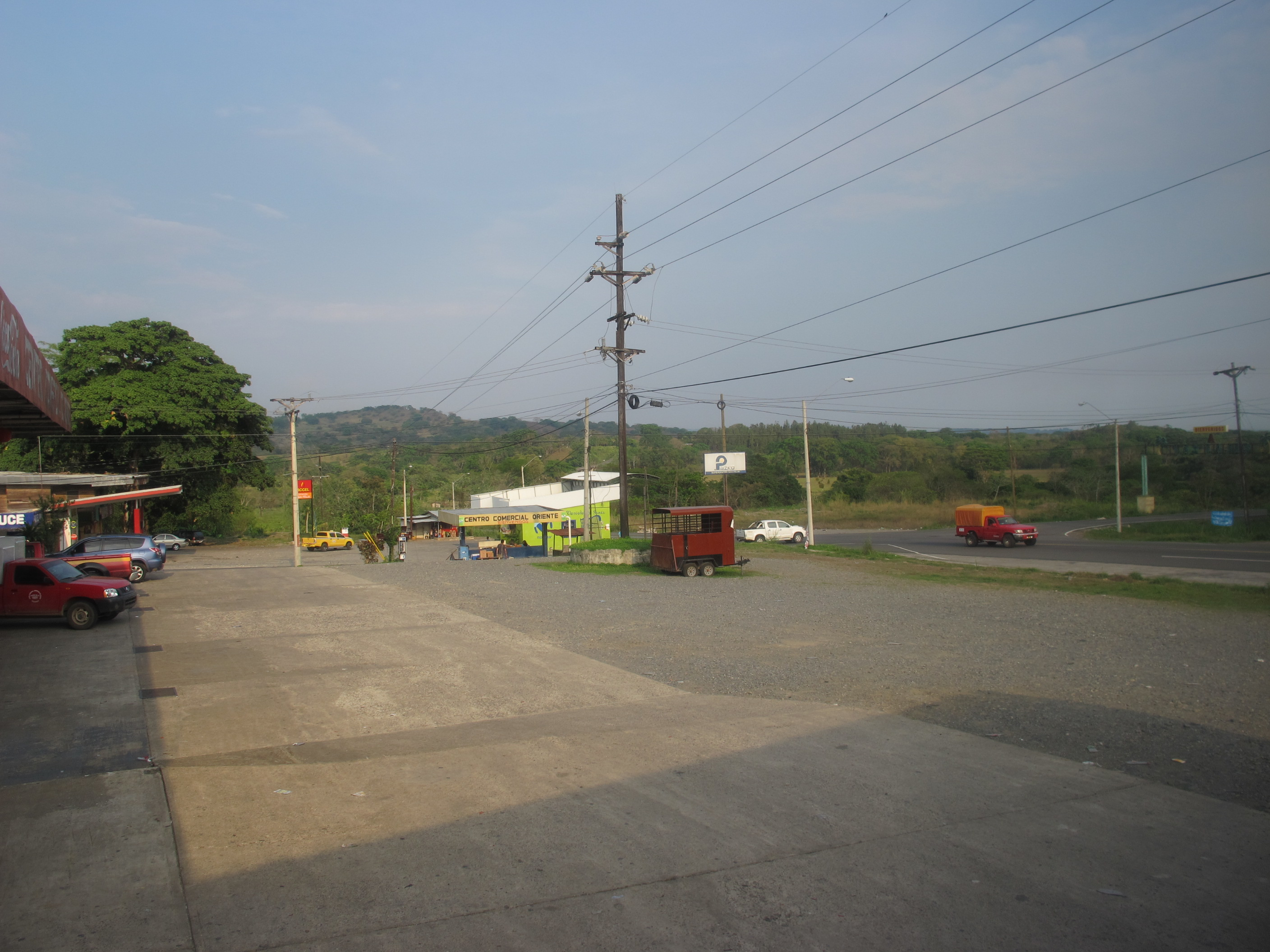
Route panaméricaine à San Lorenzo
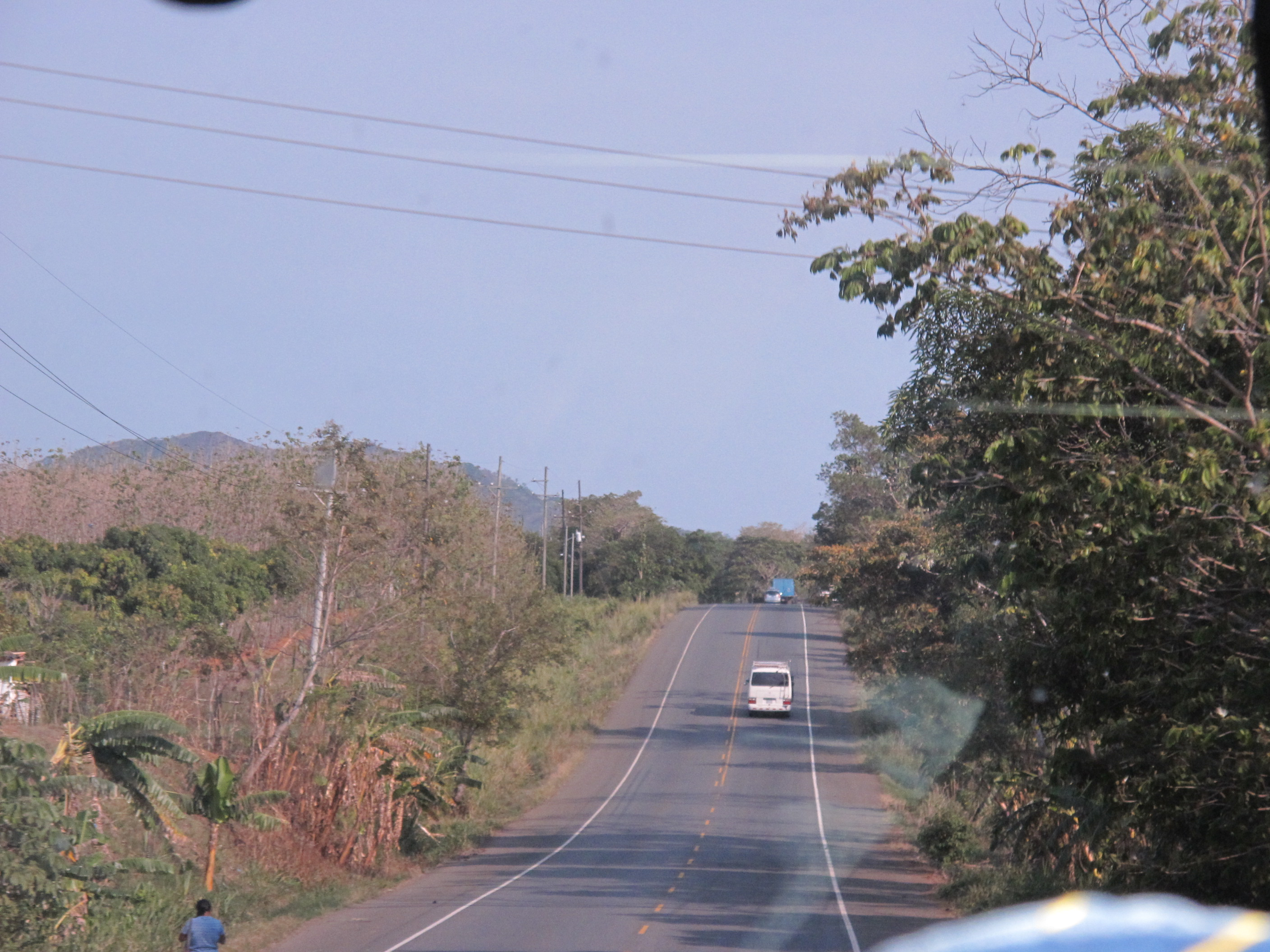
Route panaméricaine vers San Lorenzo
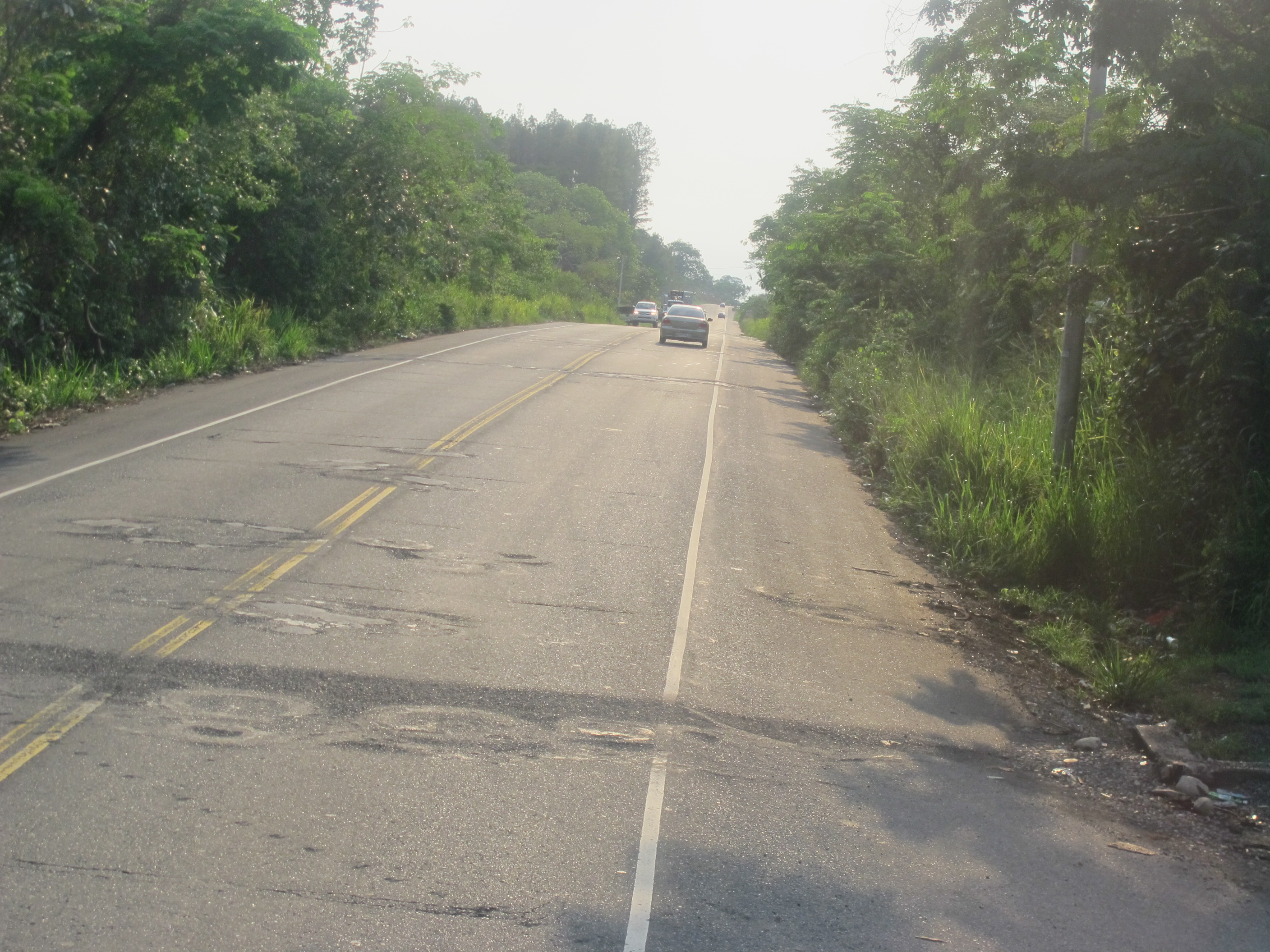
Route panaméricaine vers Santiago de Veraguas
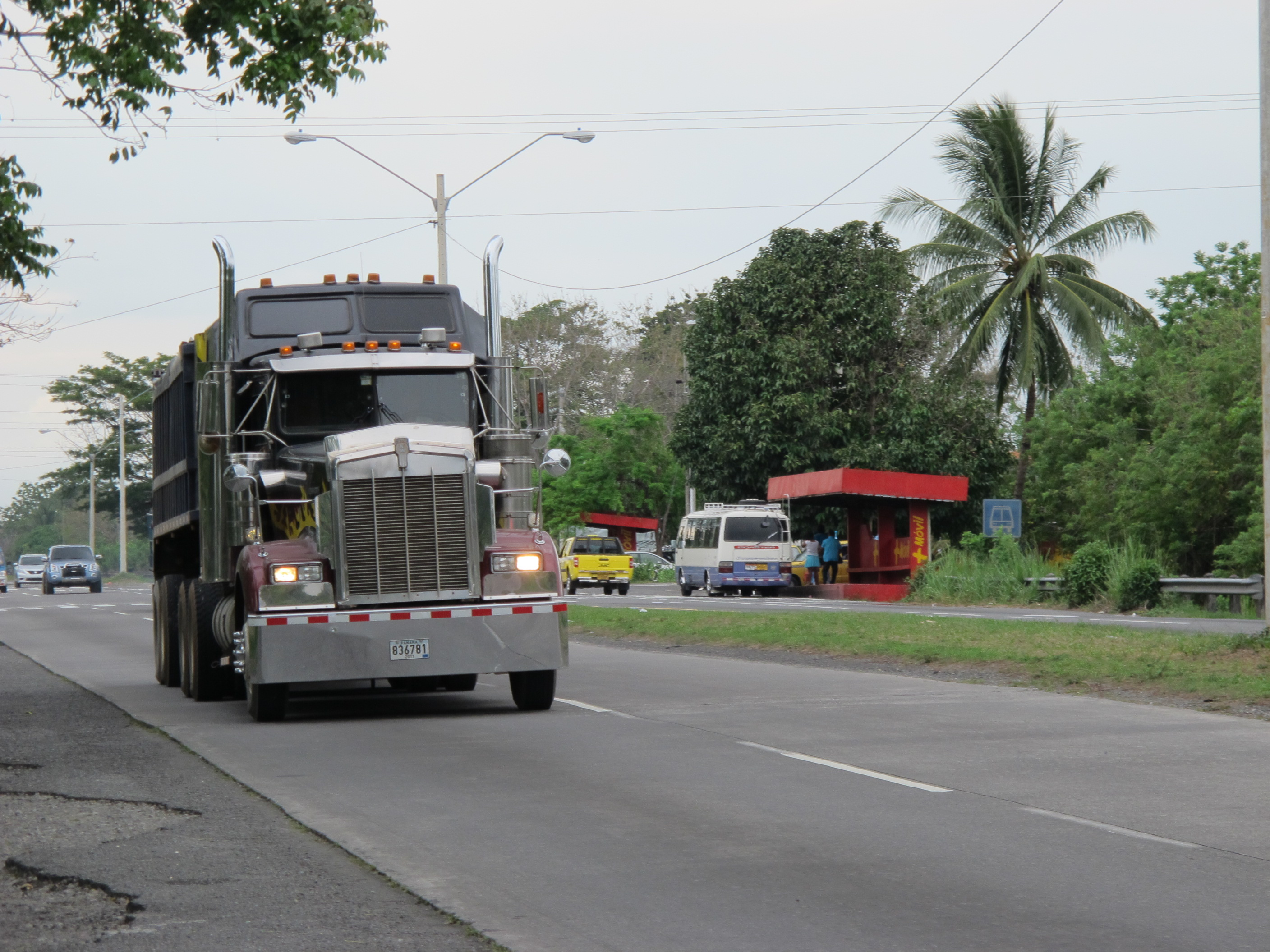
Route panaméricaine entre la Conception et David
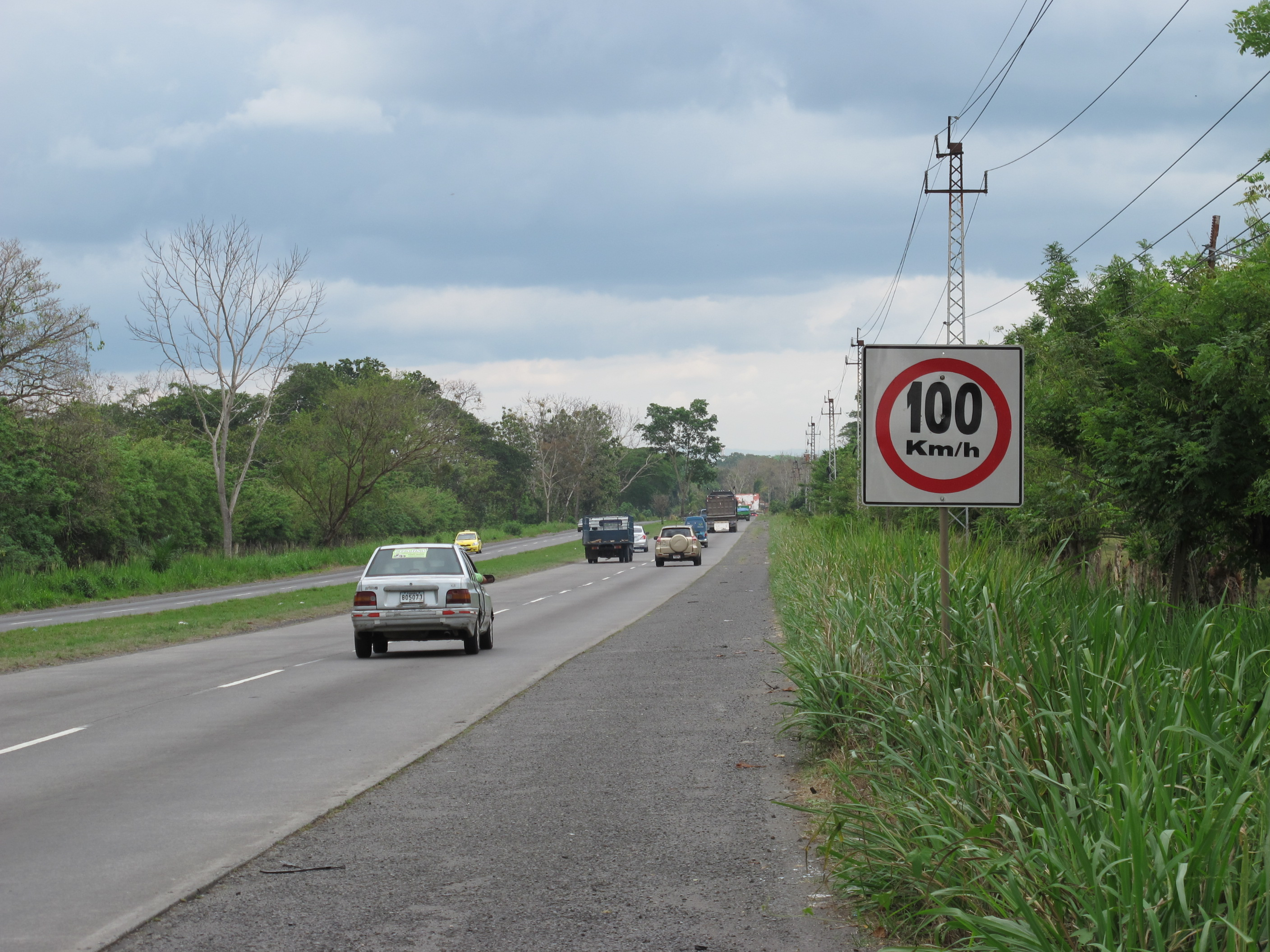
Route panaméricaine entre Concepción et David
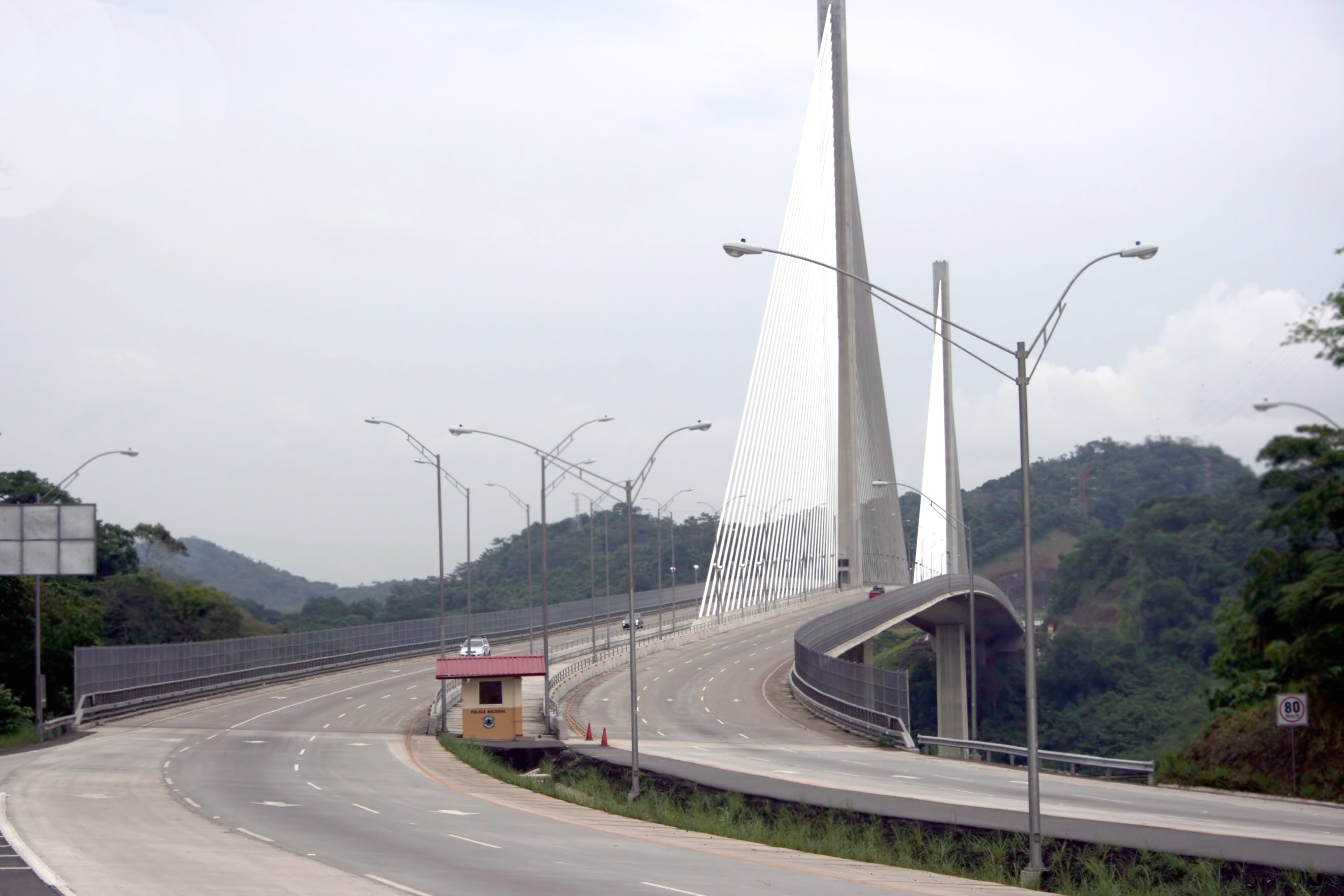
Le pont Centenaire

- Chiriqui
  - Paso Canoas (es)
  - La Concepción
  - David
  - Las Lajas
- Veraguas
  - Santiago de Veraguas
- Coclé
  - Aguadulce
  - Natá
  - Penonomé
  - Antón
  - Río Hato (es)
- Panama Ouest (province)
  - Las Lajas
  - San Carlos (es)
  - Chame
  - Capira
  - La Chorrera
  - Nuevo Arraiján
  - Arraiján
  - Burunga (es)
  - Pont Centenaire
- Panama (province)
  - Las Cumbres
  - San Miguelito
  - Panama
  - Tocumen
  - Pacora
  - Chepo
  - Lac Bayano
- Darién
  - Yaviza

À partir de cet endroit la route n'existe plus sur 60 km environ. Cette zone, frontière entre la Colombie et le Panama est appelée bouchon du Darién.

### Amérique du Sud

#### Colombie
- Colombie : La route panaméricaine prend le nom de route nationale 25 (Colombie).
  - Cali
- Cauca (département)
  - Popayán
- Nariño
  - Chachagüí
  - San Juan de Pasto
  - Tangua
  - Funes
  - Contadero
  - Ipiales
  - Pont Rumichaca

#### Équateur
Équateur : La route panaméricaine prend le nom de autoroute 35 (Équateur) (es) avec pour nom local Troncal de la Sierra.

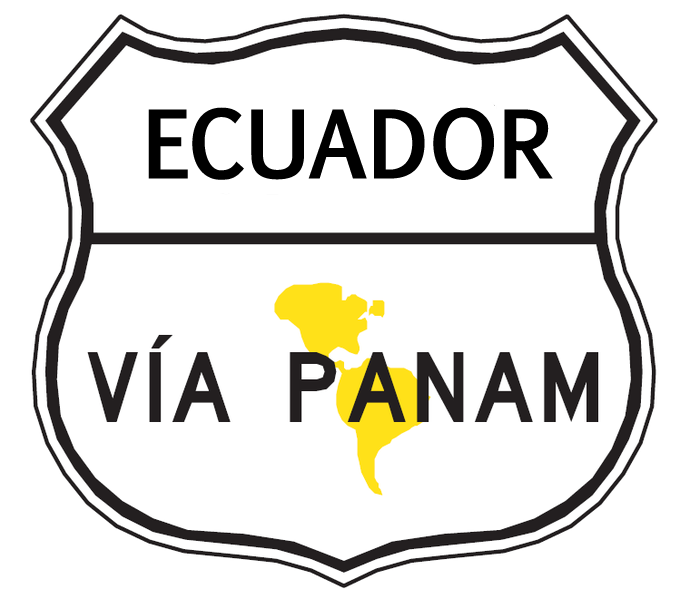
Logo de la route en Équateur
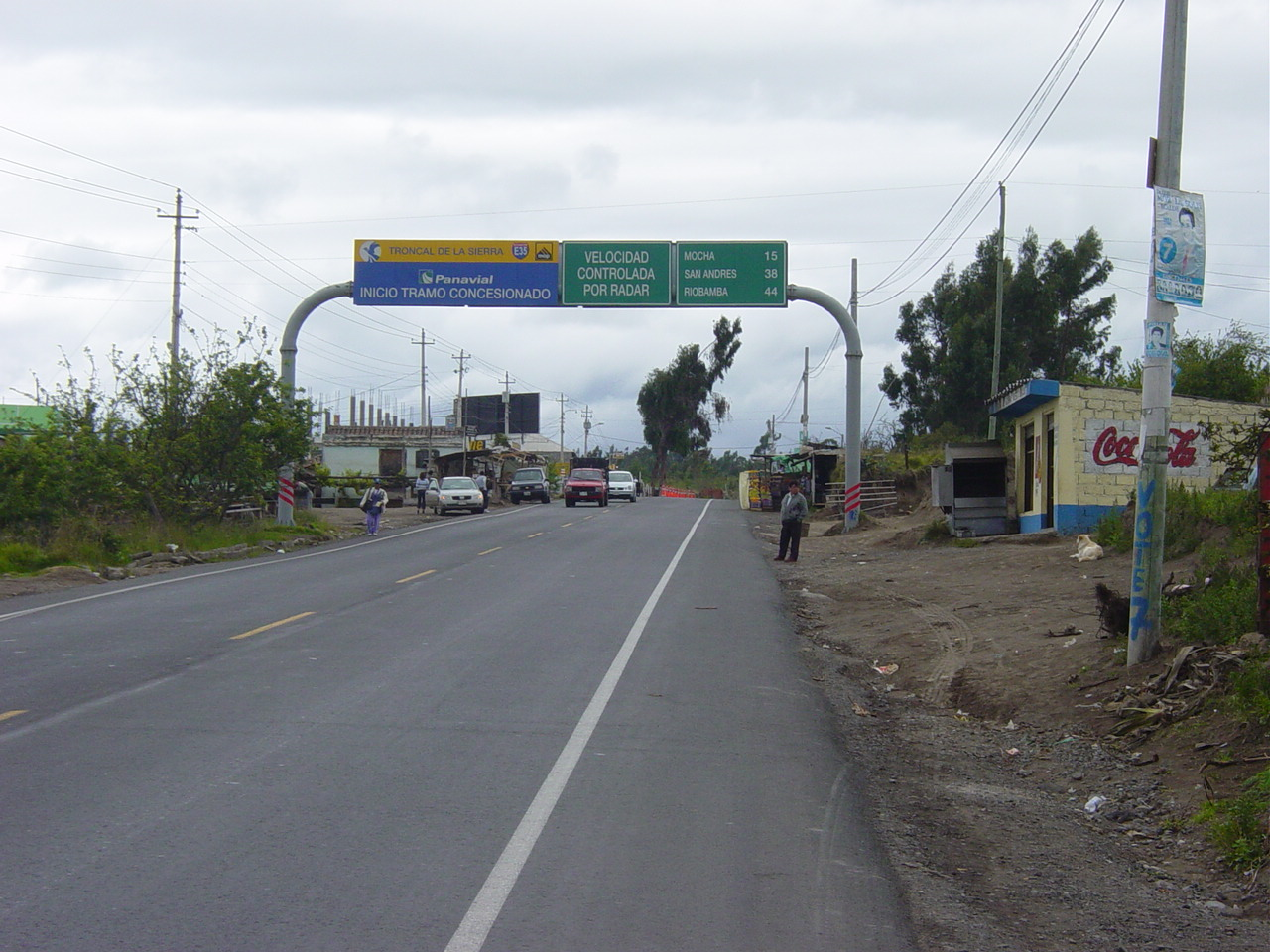
La route près d'Ambato
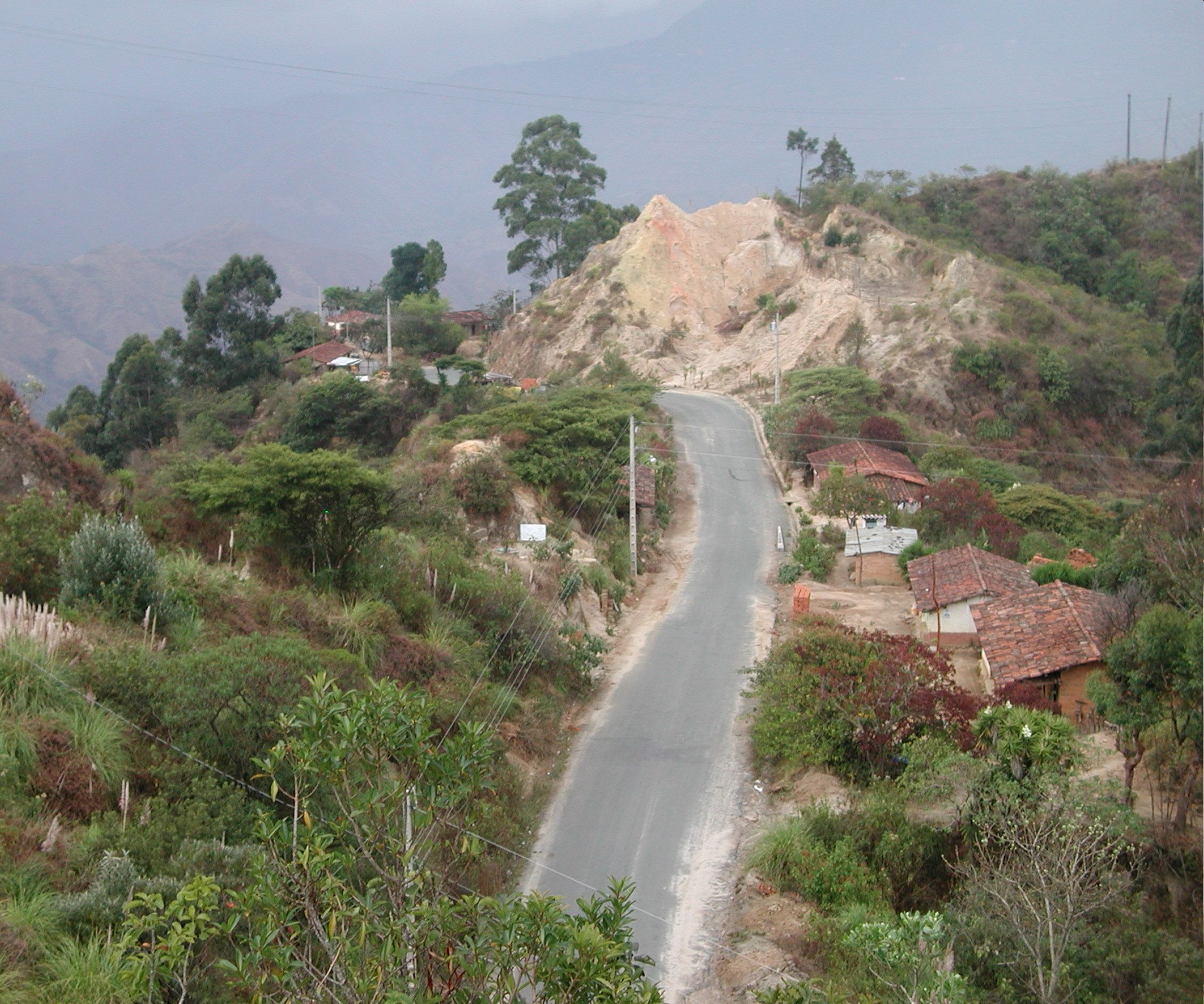
Dans la Cordillère des Andes, au sud de l'Équateur, près de Catacocha (es)

- Province de Carchi
  - Pont Rumichaca
  - Tulcán
  - San Gabriel (Équateur) (es)
- Province d'Imbabura
  - San Miguel de Ibarra
  - Otavalo
- Province de Pichincha
  - Cayambe
  - Quito
  - Machachi
- Province de Cotopaxi
  - Latacunga
- Province du Tungurahua
  - Ambato
- Province du Chimborazo
  - Riobamba
  - Guamote
  - Alausí
  - Chunchi
- Province de Cañar
  - El Tambo
  - Azogues
- Province d'Azuay
  - Cuenca
- Province de Loja
  - Loja
  - Catamayo
  - Catacocha (es)
  - Macará (es)

- El Oro
  - Arenillas
  - Huaquillas

#### Pérou
Pérou : La route panaméricaine prend le nom de Route nationale PE-1 (es) avec pour nom local route nationale PE-1N (es) pour la partie Nord et route nationale PE-1S (es) pour la partie Sud.

Logo de la route au Pérou
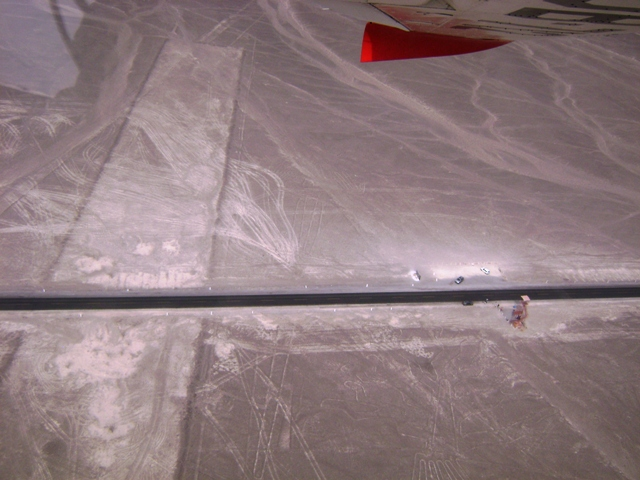
La route panaméricaine traversant les géoglyphes de Nazca
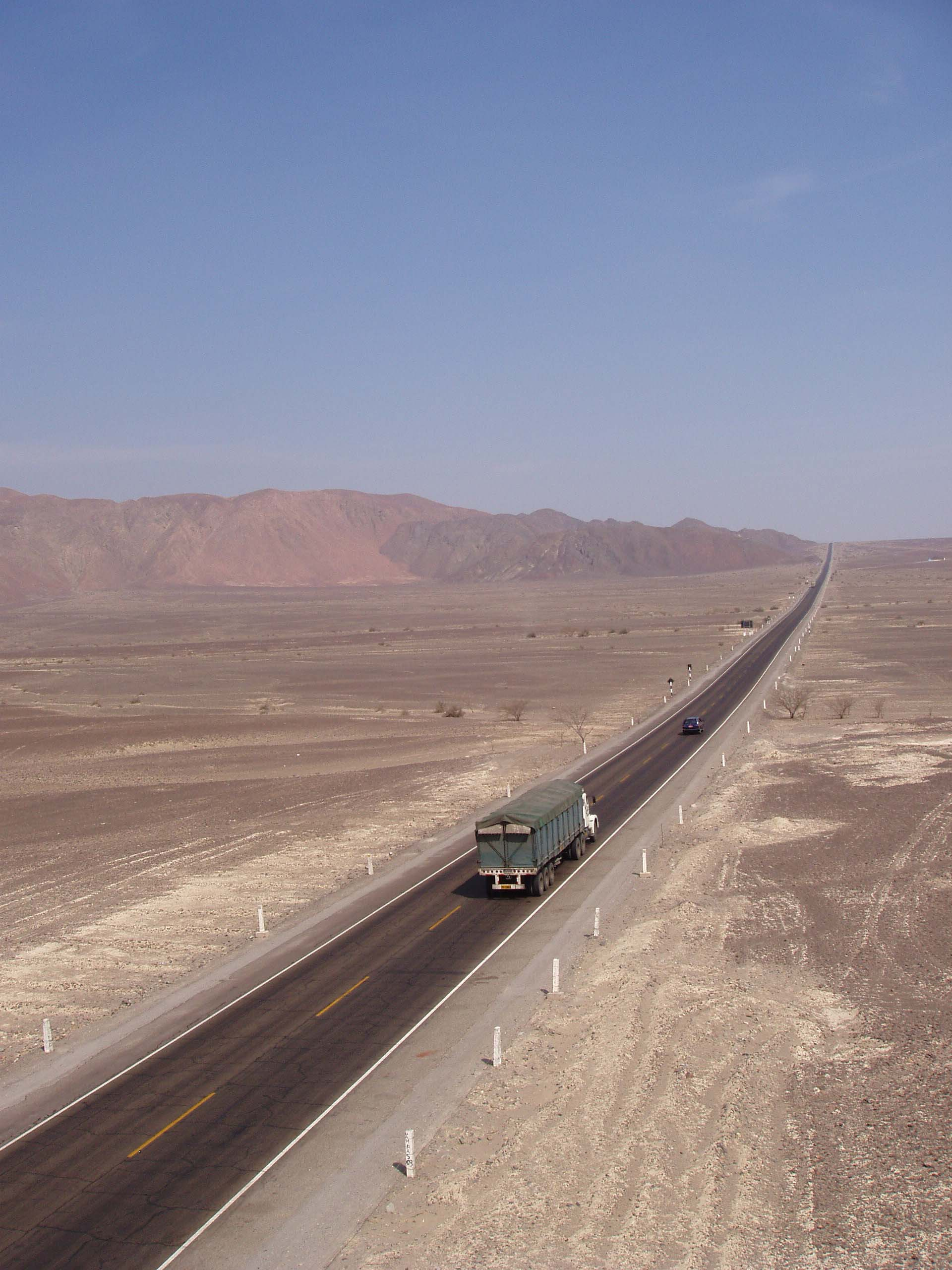
La Panaméricaine à Nazca
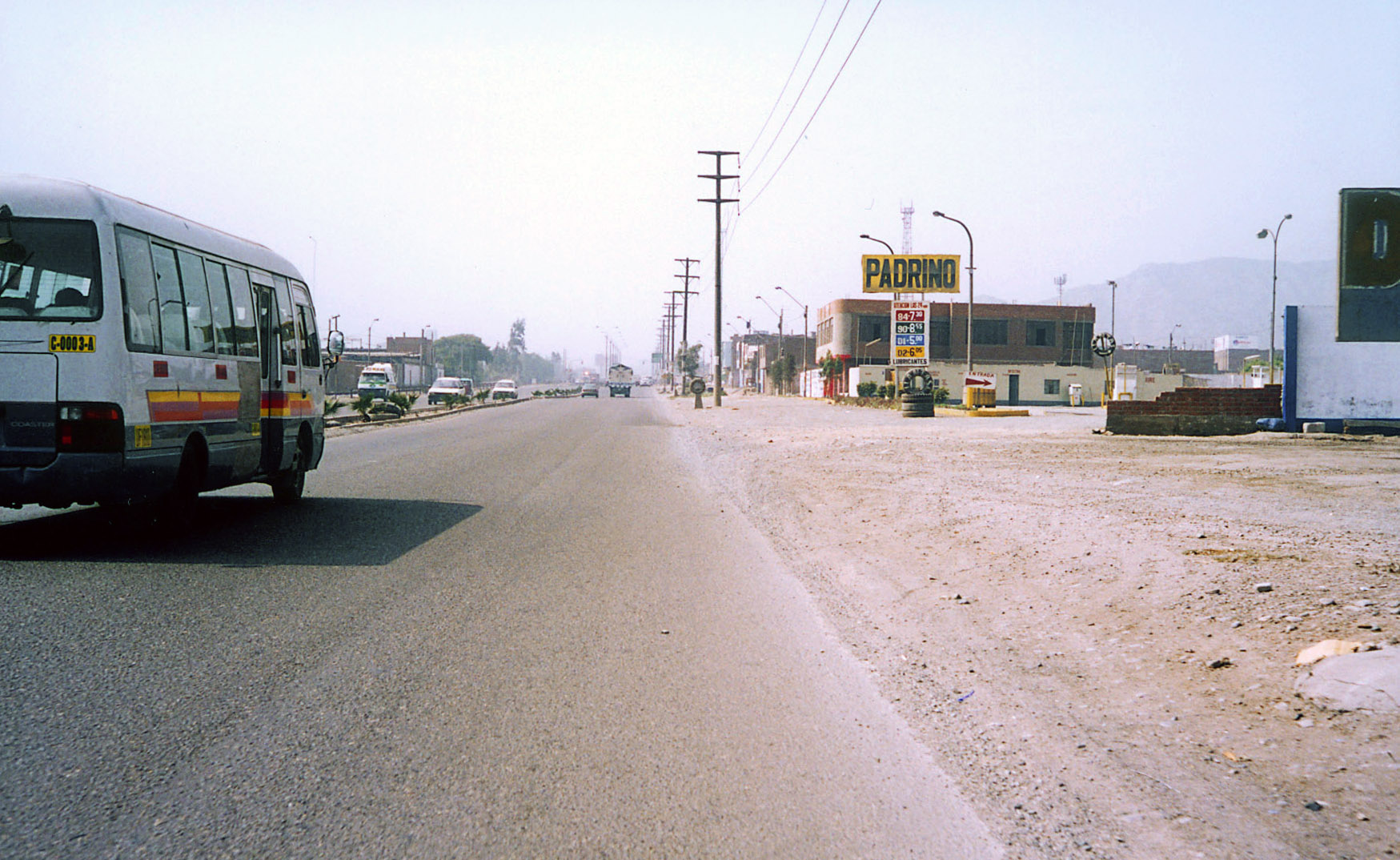
La Panaméricaine à Chiclayo
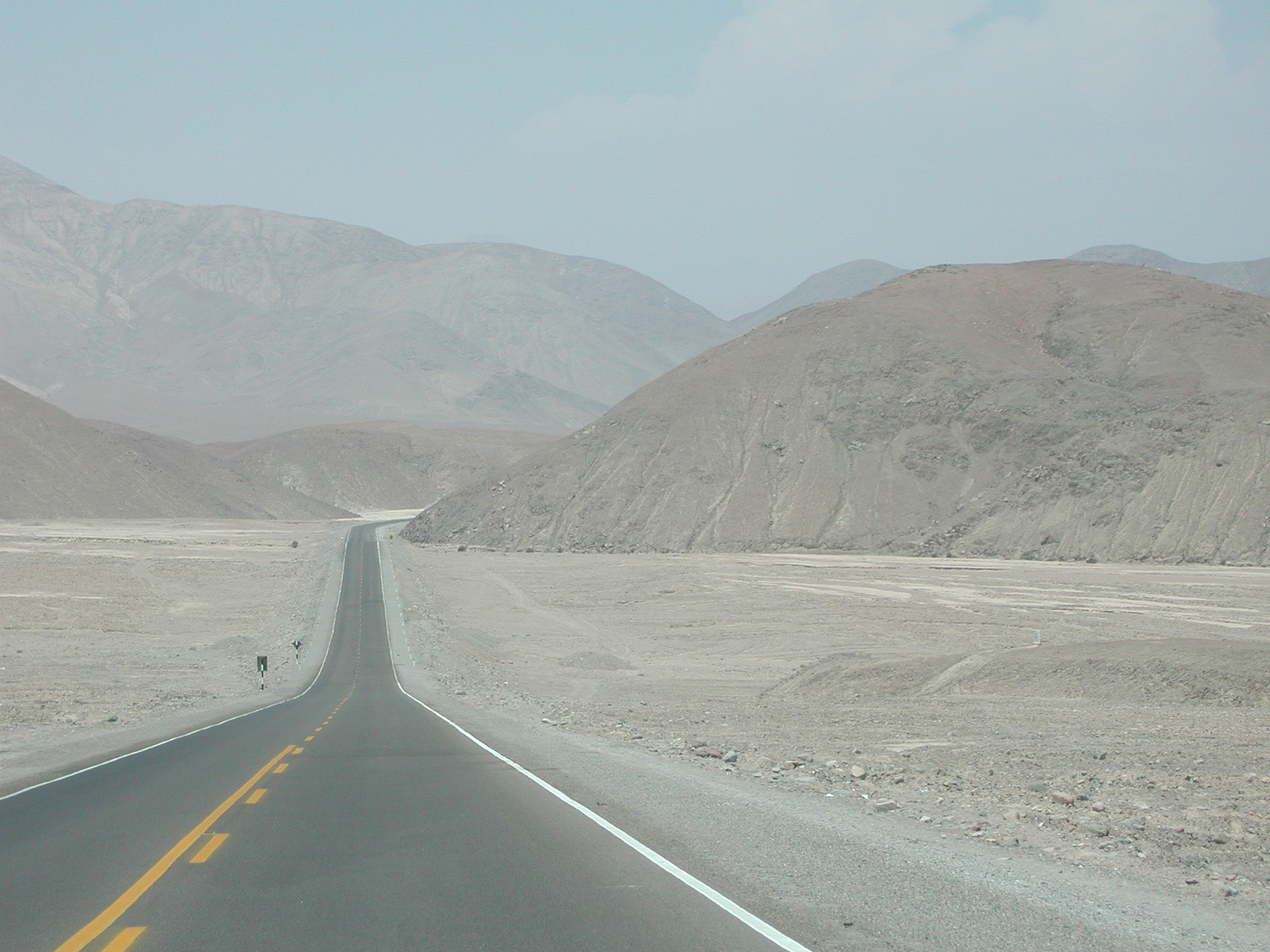
La Panaméricaine dans le désert d'Atacama
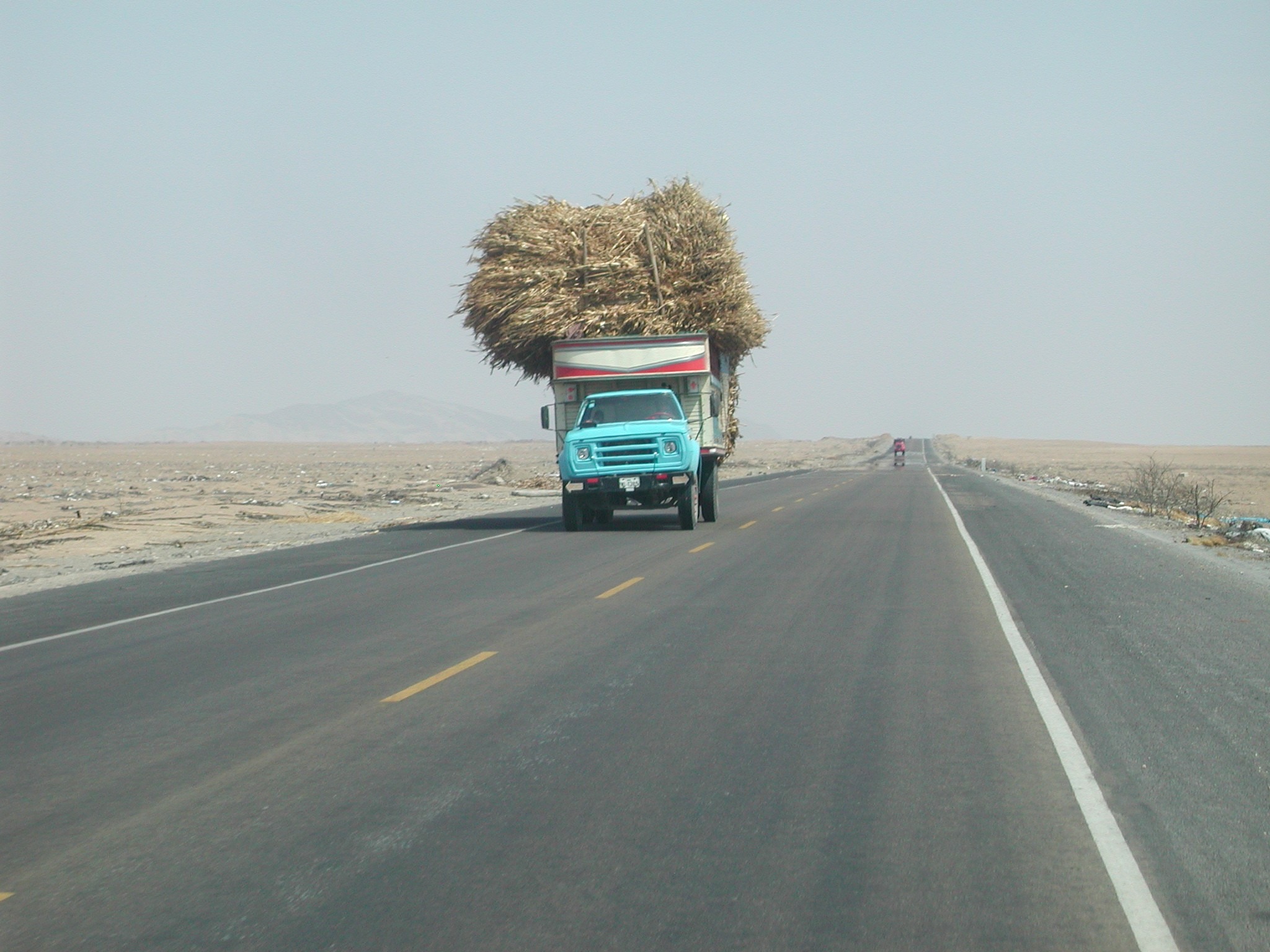
Un camion circulant sur la Route panaméricaine près de Pacasmayo
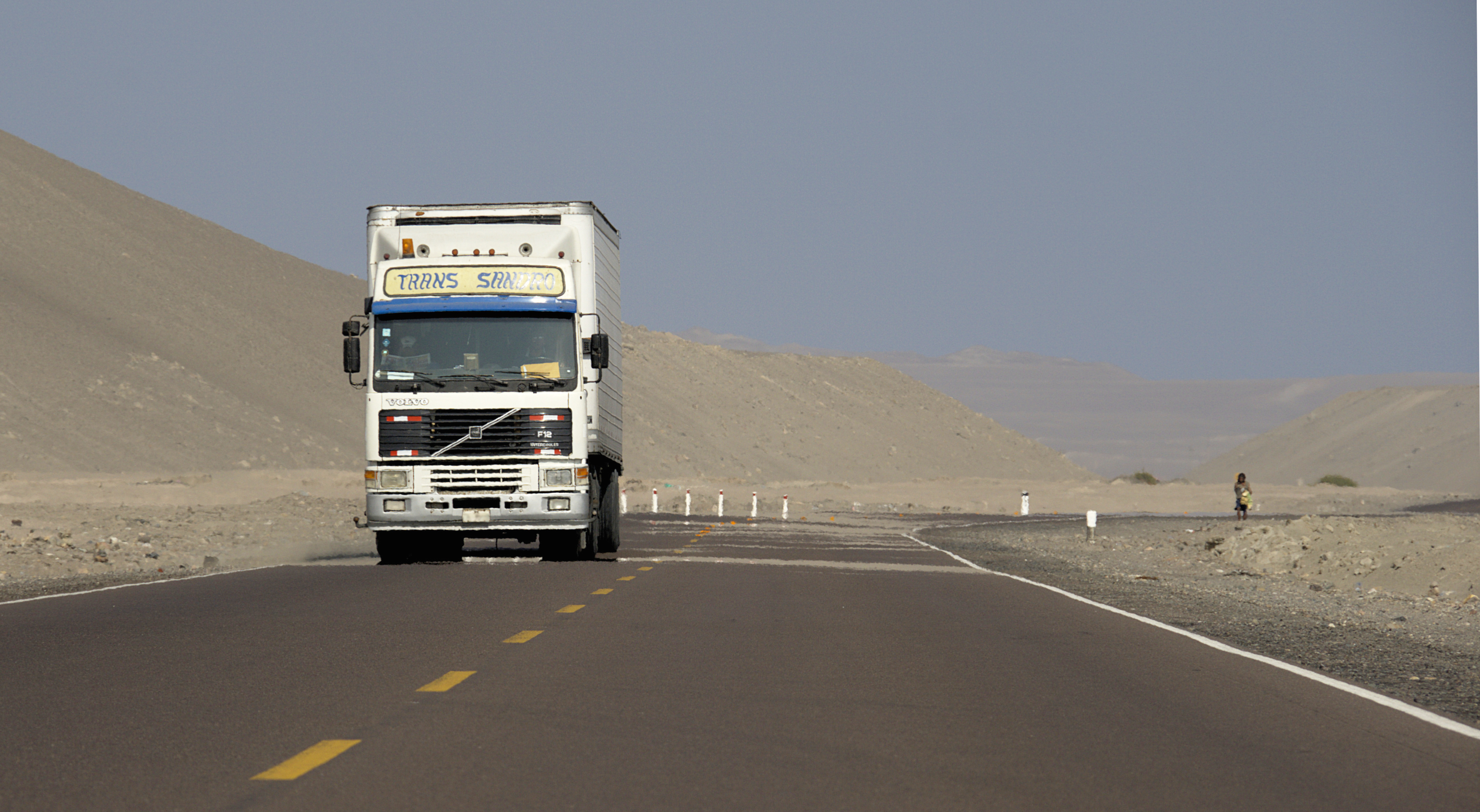
Un camion Volvo F12 circulant sur la Panaméricaine près de District de Lomas (es)

- Région de Tumbes
  - Zarumilla
  - Tumbes
  - Punta Sal (es)
- Région de Piura
  - Talara
  - Sullana
  - Piura
- Région de Lambayeque
  - Lambayeque
  - Chiclayo
- Région de La Libertad
  - Pacasmayo
  - Trujillo
- Région d'Ancash
  - Chimbote
- Région de Lima
  - Pativilca
  - Huacho
  - Lima
  - Rímac
  - El Agustino (es)
  - San Borja La Route nationale PE-1N (es) devient la Route nationale PE-1S (es) pour la partie Sud.
  - San Juan de Miraflores (es)
  - Villa El Salvador
  - Punta Hermosa (es)
  - San Bartolo
  - Santa María del Mar (es)
  - Pucusana
  - Chilca (site) (es)
  - San Antonio (es)
  - Mala
  - Asia
  - côte balnéraire d'Asia (es)
  - Cerro Azul
  - San Vicente de Cañete
- Région d'Ica
  - Chincha Alta
  - Pisco
  - Ica
  - Santiago (es)
  - Palpa
  - Nazca
- Région d'Arequipa
  - Camaná
  - Arequipa
  - La Joya (es)
  - Cocachacra (es)
- Région de Moquegua
  - Moquegua
- Région de Tacna
  - Tacna
  - Línea de la Concordia (es) Frontière

#### Chili
Chili - La route panaméricaine porte le nom de route 5

Logo de la route au Chili
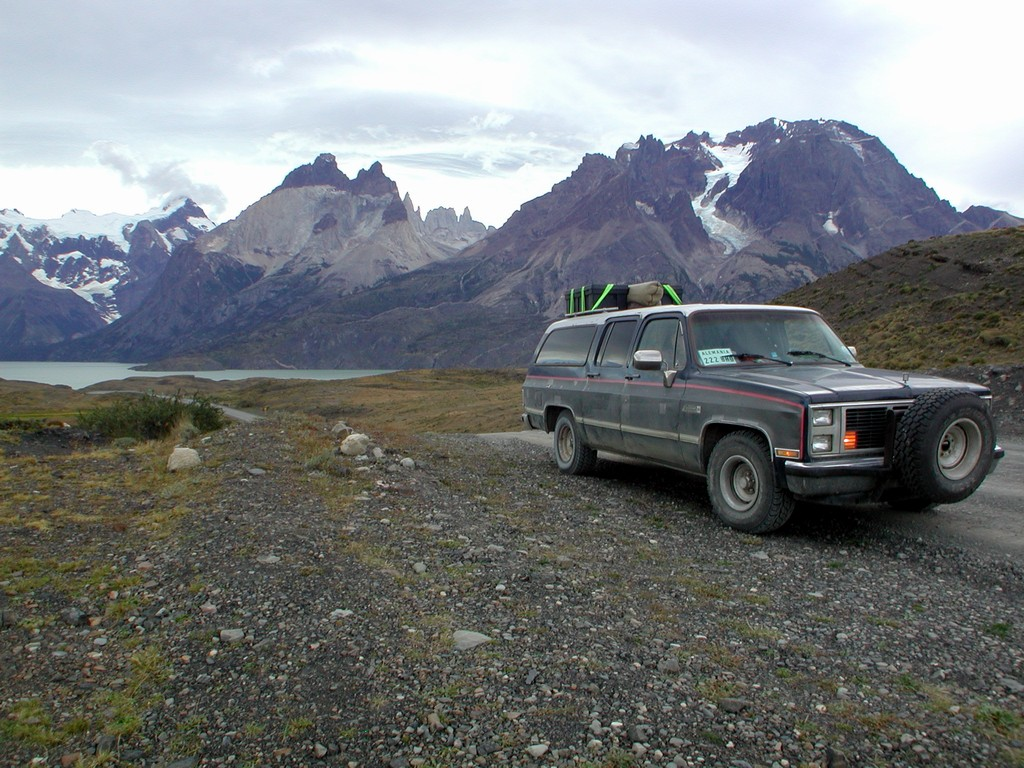
La route Prudhoe Bay-Ushuaïa ici : Torres del Paine, au Chili
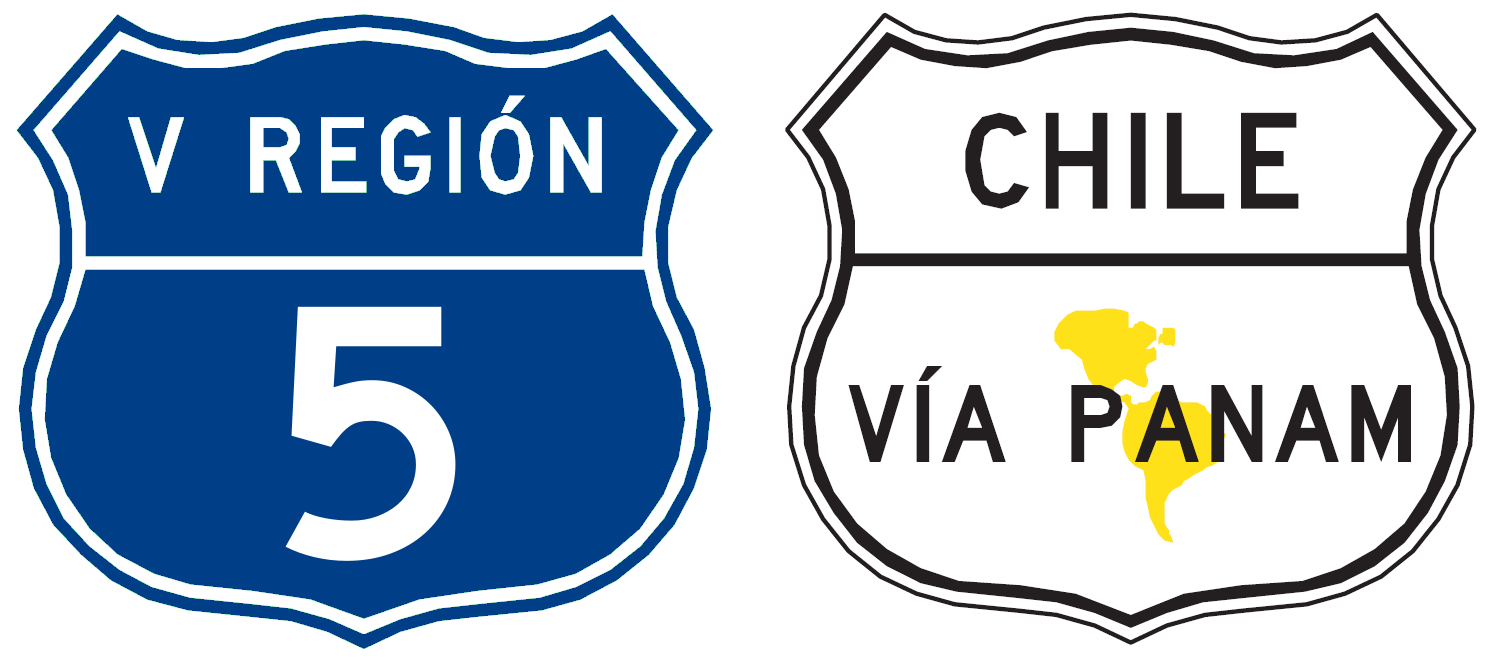
La Route 5 au Chili
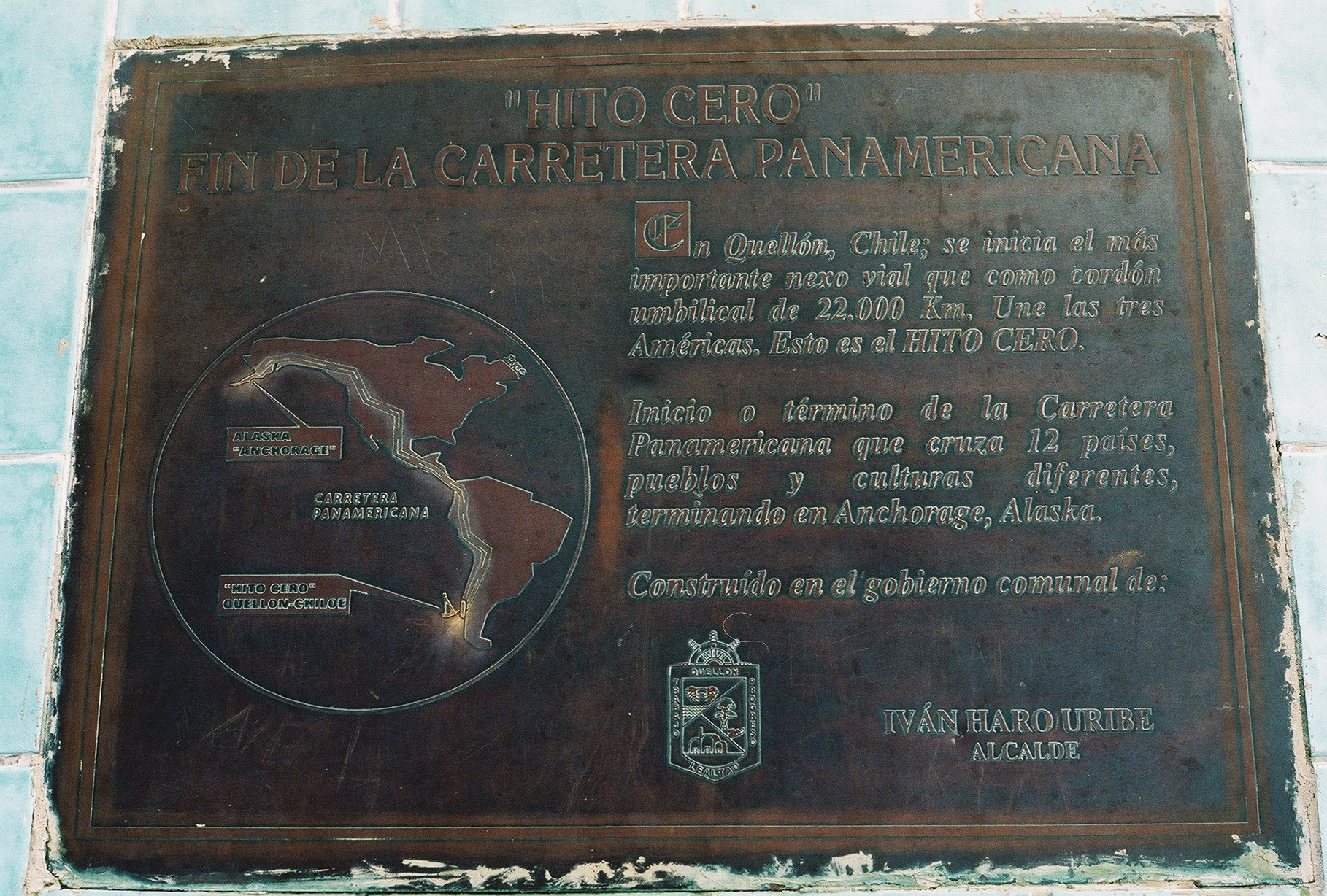
Signalisation de la fin de la Route 5, à Quellón

- Province d'Arica
  - Línea de la Concordia (es) Frontière
  - Arica
- Province du Tamarugal
  - Pozo Almonte
- Province d'Antofagasta
  - María Elena
  - Désert d'Atacama
  - Antofagasta
- Province de Chañaral
  - Chañaral
- Province de Copiapó
  - Caldera
  - Copiapó
- Province de Huasco
  - Vallenar
- Province d'Elqui
  - La Serena
  - Coquimbo
- Province de Choapa
  - Los Vilos
- Province de Petorca
- Province de Quillota
  - Nogales
  - Hijuelas
- Province de San Felipe
  - Llay-Llay
- Région métropolitaine de Santiago
  - Tiltil
  - Lampa
  - Quilicura
  - Conchalí
  - Independencia
  - Santiago
  - San Miguel
  - Pedro Aguirre Cerda
  - Lo Espejo
  - La Cisterna
  - El Bosque
  - San Bernardo
- Province de Maipo
  - Buin
  - Paine
- Province de Cachapoal
  - Mostazal
  - Rancagua
  - Requínoa
  - Rengo
- Province de Colchagua
  - San Fernando
  - Chimbarongo
- Province de Curicó
  - Teno
  - Curicó
  - Molina
- Province de Talca
  - Talca
- Province de Linares
  - San Javier
  - Linares
  - Longaví
  - Retiro
  - Parral
- Province de Ñuble
  - Chillán
  - Bulnes
- Province de Biobío
  - Cabrero
  - Los Ángeles
  - Mulchén
- Province de Malleco
  - Collipulli
  - Ercilla
  - Victoria
- Province de Cautín
  - Perquenco
  - Lautaro
  - Temuco
  - Freire
  - Pitrufquén
  - Gorbea
  - Loncoche
- Province de Valdivia
  - Lanco
  - Máfil
  - Los Lagos
  - Paillaco
- Province d'Osorno
  - Osorno
  - Purranque
- Province de Llanquihue
  - Frutillar
  - Llanquihue
  - Puerto Varas
  - Puerto Montt
- Province de Chiloé
  - Ancud
  - Castro
  - Quellón où la route panaméricaine se termine à la station balnéaire de Punta de Lapa située à quelques kilomètres de là.

#### Argentine
Argentine

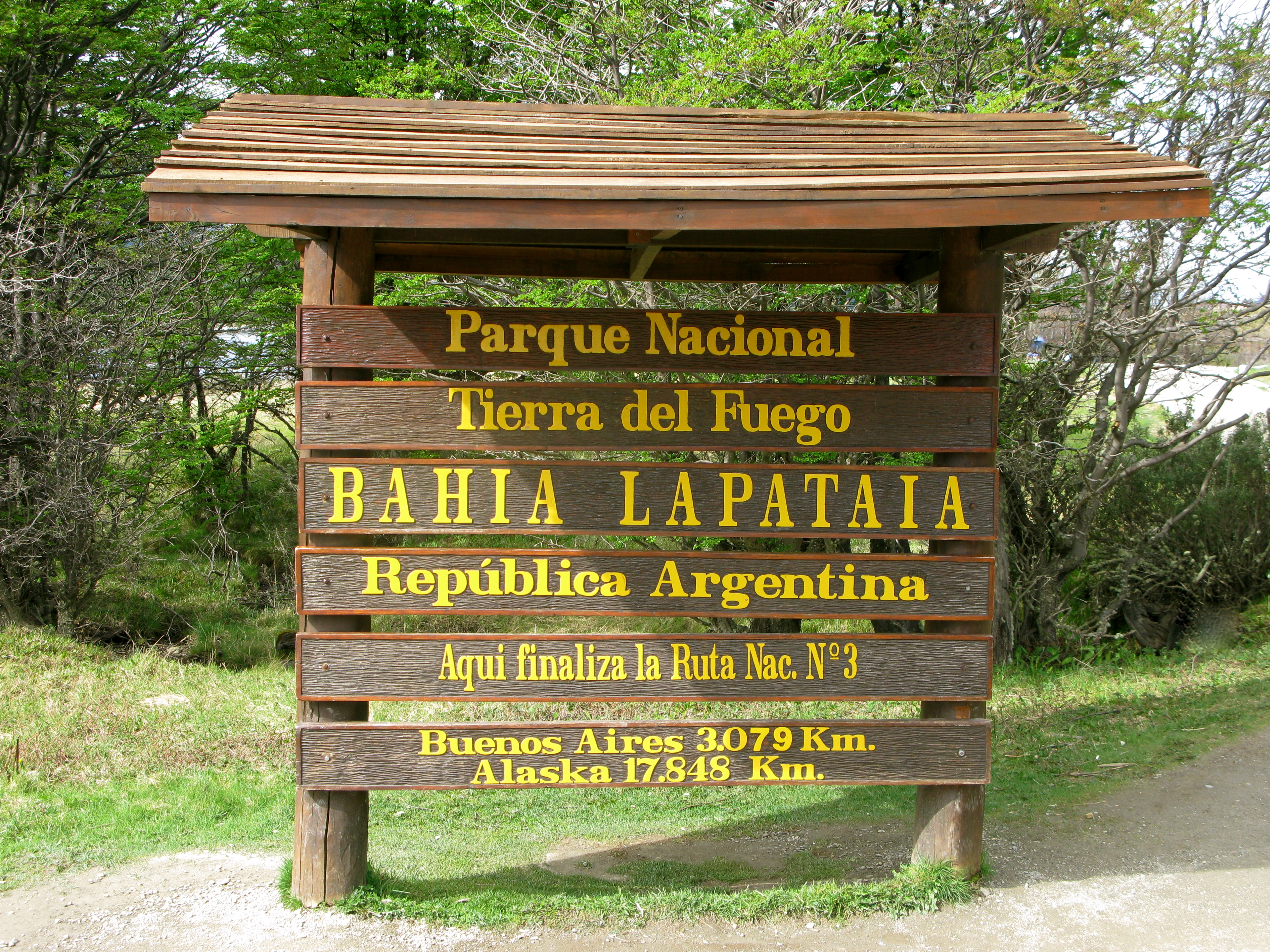
Fin de la route nationale 3 en Terre de Feu à Ushuaïa

- Buenos Aires
- Río Negro
- Chubut
- Santa Cruz
- Terre de Feu, Antarctique et Îles de l'Atlantique Sud

## Citations
« La Panaméricaine est un système si vaste, si incomplet et si incompréhensible que ce n'est pas tant une route que l'idée même du panaméricanisme. »

— Jack Silverstein, « Highway Run », Harper's Magazine de juillet 2006, p. 71.

### Filmographie
- Panamericana (en), documentaire suisse en langue espagnole, sorti en 2010.